# Ragusa
Ragusa (szicíliai nyelven Raùsa) város (közigazgatásilag comune) Olaszországban, Szicília déli részén. Az azonos nevű megye székhelye. A város az Iblai-hegység déli részén fekszik, szurdokvölgyek által tagolt dombvidéken. Az antik Hübla Héraia helyén kialakult várost 1693-ban egy súlyos földrengés elpusztította. Az újjáépítés során két nagyobb városrész alakult ki: Ragusa Ibla (az antik város helyén) valamint ettől nyugatra Ragusa Superiore. Politikai és vallási különbözőségek miatt a két városrész 1926-ig önálló volt. Elsősorban az újjáépített Ibla arculatára jellemző az egységes barokk stílus, aminek köszönhetően a Val di Noto többi barokk városával együtt 2002 óta az UNESCO Világörökségének része.

## Fekvése

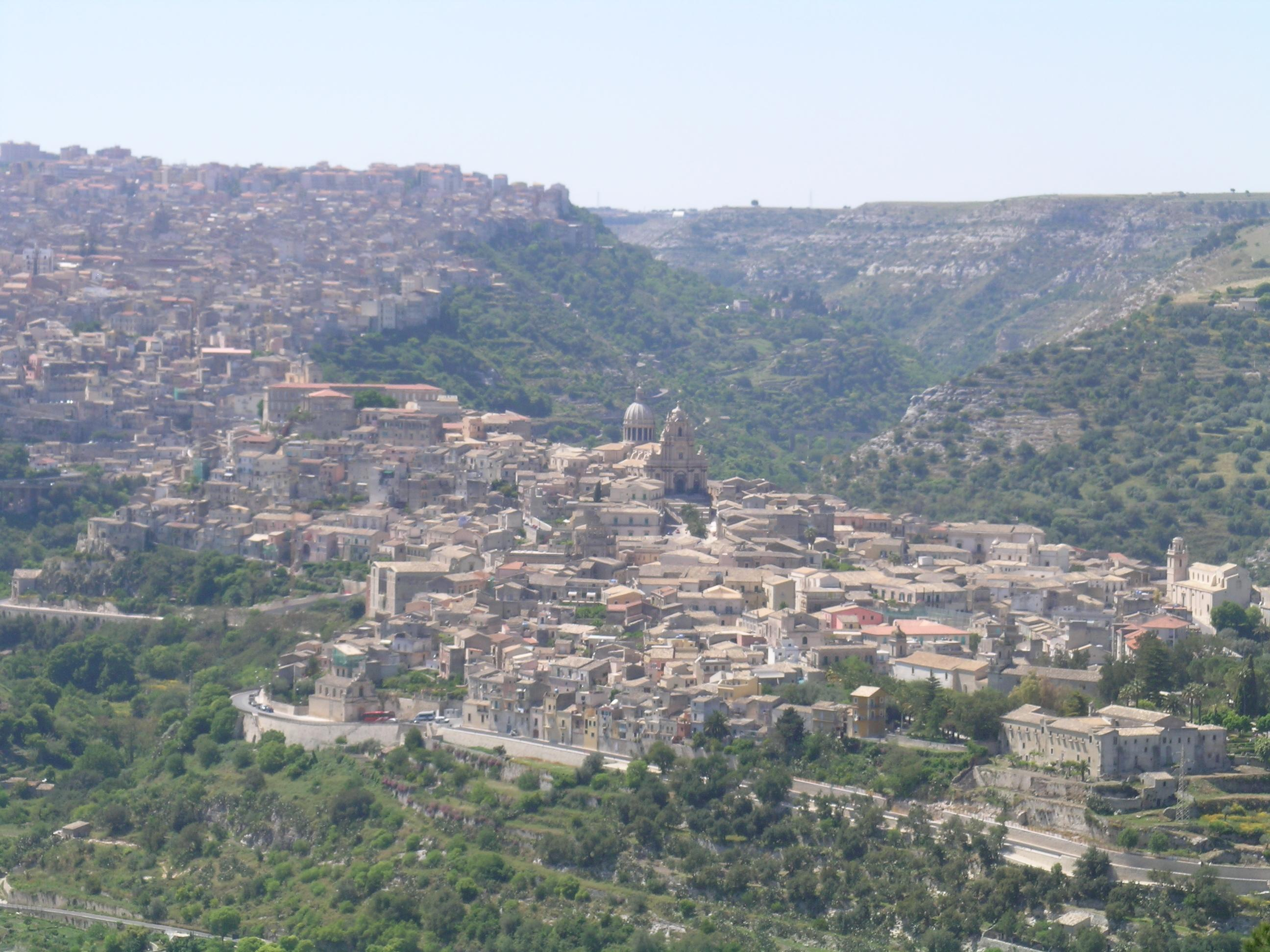
Ragusa látképe

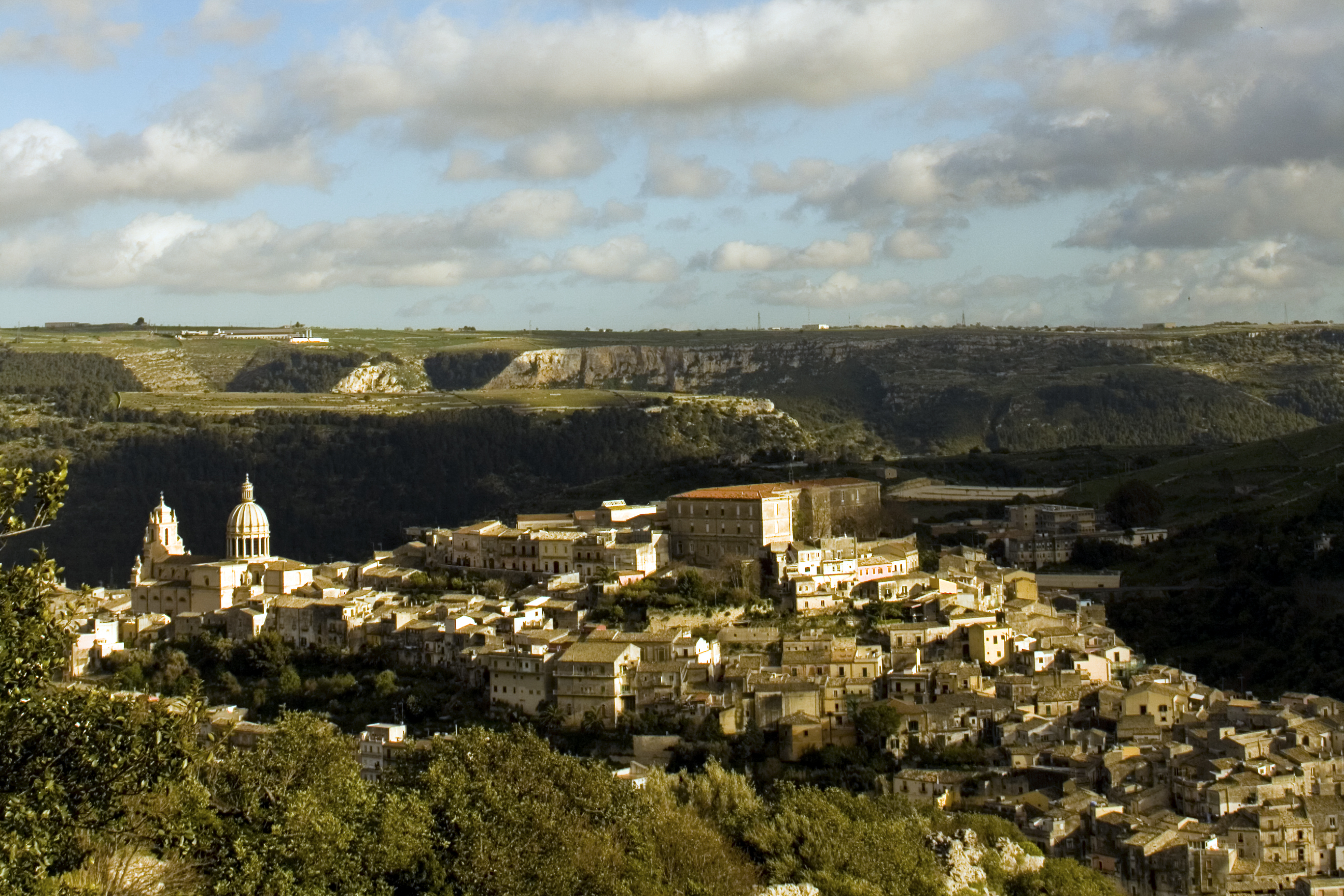
Ragusa Ibla látképe a szurdokvölgyekkel

Ragusa dombos vidéken fekszik, az Iblai-hegység déli részén. A dombokat és fennsíkokat szurdokvölgyek tagolják. A régi város két negyede, Ragusa Ibla és Ragusa Superiore, két meredek szurdokvölgy közé ékelődő dombokra épült. Ezeket északról a San Leonardo-völgy (Cava San Leonardo) határolja, délről pedig a Santa Domenica-völgy (Cava Santa Domenica). A két városrészt egy dombnyereg választja el egymástól. Az óvárost, Ragusa Iblát, keletről a San Cono domb határolja, amelytől az Irminio folyó völgye választja el. Ez természetes akadálynak bizonyult a város terjeszkedésekor. Ragusától északkeletre található a Santa Rosalia-tó, amelyet az Irminio felduzzasztásával alakítottak ki 1976 és 1983 között. Ragusa Ibla tengerszint feletti magassága 385 és 440 méter között változik. Az óvárostól keletre fekszik Ragusa Superiore, azaz Felső-Ragusa, a Patro és Cucinello dombokon. Az 1693 után felépült városrész napjainkban nyugat felé nyúlik a Corrado, Pendente és Selvagio dombokra. Ragusa Superiore felszíne laposabb, magassága 502 és 608 méter között változik. A Santa Domenica-völgyön átívelő hidak megépítésével a város déli dombokra is kiterjedt (Ragusa Sud). Ragusa legmagasabb pontja a Monte Arcibessi (906 m). Ragusa területe délnyugati irányban a Földközi-tenger partjáig tart. Marina di Ragusa, üdülőhely és kikötő közigazgatásilag a városhoz tartozik és tőle 20 kilométerre fekszik a tengerparton. A tengerparton a község területébe ékelődik Santa Croce Camerina község területe.

### Geológiája
Ragusa területének kialakulása az Iblai-plató kialakulásához köthető, amely Málta szigeteivel együtt a miocén során emelkedett ki. A ragusai vidék mai arculata a pliocénben lezajlott mélytengeri vulkanizmus által segített orogén mozgásoknak köszönhetően alakult ki. A pliocén tenger transzgressziója során a vidék nagy része víz alá került, ekkor rakódtak le a vastag karbonátos üledékes rétegek. Tengeri regresszió során a pleisztocénben ezek a rétegek a felszínre kerültek. Az egységes karbonátos fennsík felszínébe a gyorsfolyású vizek mély szurdokvölgyeket vágtak, valamint számos karsztformát hoztak létre. Ennek az eróziós tevékenységnek köszönhetően nyerte el a vidék mai arculatát.
Szicília keleti partjain a középső triászban kezdődött el az időszakos vulkanizmus, aminek eredményeként sok máfikus (kevés szilíciumot tartalmazó) láva és tefra ömlött, illetve hullott a felszínre. A legtöbb kitörés mélytengeri volt. Termékeiket a pliocén és pleisztocén kori lemeztektonikai mozgások következtében kiemelkedett Iblai-plató vidékén találták meg. Az erupciók központja a miocéntől a pleisztocénig észak felé vándorolt. Ebben a periódusban a vulkáni tevékenységek rövidek voltak (néhány évtől néhány száz évig), így nagyobb vulkáni kúpok sem alakultak ki. Az Iblai-plató vulkáni rétegeit ma pleisztocén korú üledékek borítják. A szubdukciós árok feltöltődésével alakult ki a Cataniai-síkság.

## Éghajlata
A városnak tipikus mediterrán éghajlata van: enyhe telekkel és forró nyarakkal. A legtöbb csapadék a téli hónapokban hullik. A Köppen-féle éghajlatosztályozási rendszer szerint a C és D osztályokba sorolható, míg a városhoz tartozó tengerparti Marina di Ragusa az A osztályba.
| Hónap                                                                 | Jan. | Feb. | Már. | Ápr. | Máj. | Jún. | Júl. | Aug. | Szep. | Okt. | Nov. | Dec. | Év   |
| --------------------------------------------------------------------- | ---- | ---- | ---- | ---- | ---- | ---- | ---- | ---- | ----- | ---- | ---- | ---- | ---- |
| Átlagos max. hőmérséklet (°C)                                         | 15,2 | 15,4 | 16,6 | 18,7 | 22,3 | 26,4 | 29,7 | 30,0 | 27,6  | 23,6 | 19,8 | 10,6 | 21,4 |
| Átlagos min. hőmérséklet (°C)                                         | 9,2  | 9,0  | 9,8  | 11,6 | 14,9 | 18,5 | 21,4 | 22,2 | 20,5  | 17,3 | 13,6 | 10,6 | 14,9 |
| Átl. csapadékmennyiség (mm)                                           | 97   | 71   | 54   | 48   | 21   | 10   | 10   | 20   | 47    | 77   | 78   | 113  | 646  |
| Forrás: a Cozzo Spadaró-i (51 m) meteorológiai állomás adatai alapján |      |      |      |      |      |      |      |      |       |      |      |      |      |

## Történelme

### A város alapítása előtt
Ragusa vidékének történelme 60 000 évvel ezelőttig nyúlik vissza. A Fontana Nuova városrészben feltárt barlangban pattintott kőből készült kezdetleges eszközöket találtak, amelyek egyértelműen emberi tevékenységre utalnak. A város területén számos neolitikumi régészeti leletet találtak, valamint feltárták egy ősi település nyomait is, amelyet valószínűleg a szikánok laktak. Az úgynevezett castelluciói kultúra egyik jellemzője az intenzív bányászat volt, ennek nyomait a mai város területén is megtalálták. I. e. 1000 környékén a vidéket a sokkal fejlettebb szikulok hódították meg.

### Görögök

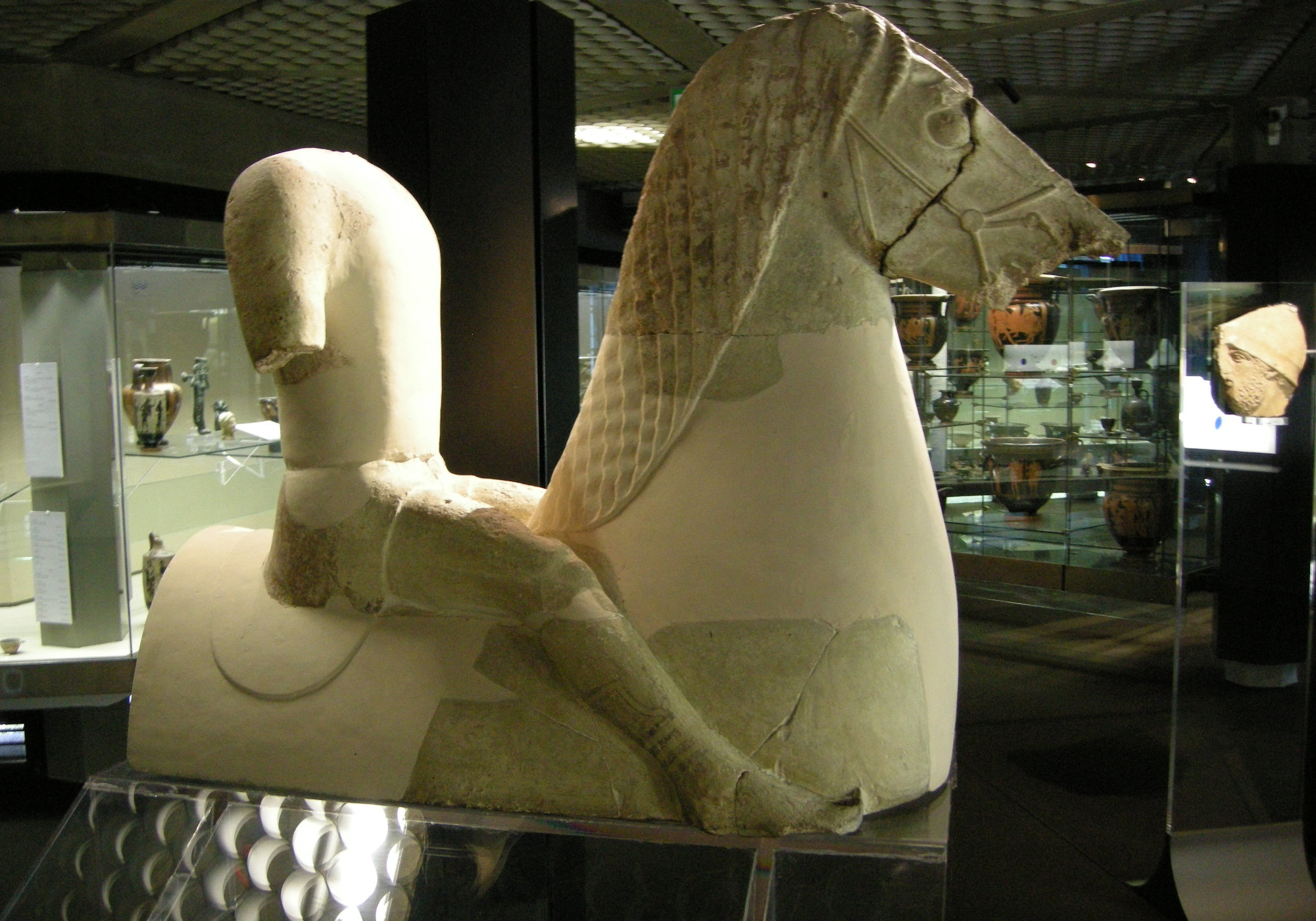
Kamarína területéről előkerült ókori szobor

I. e. 736-ban görög telepesek érkeztek Szicíliába, akik  számos szikul várost gyarmatosítottak, de új városokat is alapítottak. A legendák szerint egy Hüblon nevű szikul alapította a mai Ragusa ősét, egy másik legenda szerint a várost a titokzatos szikul istennőről, Dea Hübláról nevezték el. A szikulok számos görög szokást átvettek, így a város nevét is Hübla Héraiara változtatták Héra istennő tiszteletére. A várost a görögök többször is megostromolták, de sikertelenül. Az i. e. 491-es ostromban életét veszítette Hippokratész, Gela türannosza is. I. e. 450-ben Phalarisz, Akragasz türannosza többször is fenyegette a város lakosságát, de a szikuloknak Kamarina segítségével sikerült visszaverniük a támadó seregeket. Ezen győzelmek után a város megkapta az „audax” jelzőt: Hübla Audax (jelentése a bátor Hübla). A város az i. e. 3 századig őrizte meg önállóságát. Testvérvárosa, Kamarina azonban áldozatul esett a sorozatos görög támadásoknak és fosztogatásoknak. Lakosai Hüblába menekültek.

### Rómaiak
I. e. 409–406 között a karthágóiak pusztítottak Szicília területén, egy évszázaddal később pedig a rómaiak érkeztek a szigetre. I. e. 264-ben a rómaiak a mamertinusok segítségével legyőzték a szürakúzaiakat, a karthágóiakat és elfoglalták Akrágaszt. A rómaiak megostromolták Kamarínát is. A várost kifosztották, a lakosság egy részét rabszolgaként elvitték. A megmaradt lakosság egy része ismét Hüblába menekült, a másik része megalapította Kaukanát (i. e. 255). Hübla Héraia lakossága harc nélkül megadta magát a rómaiaknak. Cicero feljegyzéseiből ismert, hogy Hübla és Mótuka tizedet (decima) fizetett a rómaiaknak a megtermelt mezőgazdasági javak után. Vespasianus császár uralkodása idején adófizető várossá nyilvánították Hüblát, Traianus császár idején pedig évente egy meghatározott összeget kellett Rómának fizetnie. A város ekkor Heresium néven volt ismert. A hagyományok szerint a kereszténységet Pál és Lukács apostolok hozták be a szigetre, akik a mai San Pieri település (az egykori Kamarína területe) partjainál álltak meg Máltáról Rómába vezető útjuk során. Noha a kereszténység gyorsan terjedt Szicíliában, Ragusában az első keresztény templomot csak 576-ban alapították meg.

### Bizánci és arab fennhatóság
A Római Birodalom felosztása után, 395-ben Szicília a Nyugatrómai Birodalom fennhatósága alá került. A védtelenül maradt városokat az észak és dél felől érkező barbárok (a gótok, a vandálok, később a vizigótok) foglalták el. A bizánciak 535-ben léptek fel a barbárok ellen: Flavius Belisarius meghódította a szigetet, az általuk Rogosznak nevezett várost is megerősítették. Az új név valószínűleg az ősi szikeloi rak szóból ered, amely vöröset jelent. A név utal a város körüli magas vastartalmú, vöröses színű, agyagos talajra. Az új nevén először 538-ban említik.
Az arabok betörései Szicília szigetére 827-ben kezdődtek. A nagyobb városok egymás után estek el. Ragusát először 844-ben ostromolták meg. A legendák szerint az ostromgyűrű alá vont és kiéheztetett ragusai lakosok anyatejből készítettek sajtot és ezt dobták le az arab ostromlóknak bizonyítékként, hogy még bőven van táplálékuk. Ezt látva, az arabok feloldották az ostromot és elvonultak a város falai alól. A 848-as ostromot a ragusaiaknak már nem sikerült kivédeniük, így a város arab fennhatóság alá került. 866-ban a Genovai Köztársaság és a Bizánci Birodalom seregeket küldött a sziget felszabadítására. Ragusa lakosai is fellázadtak az arabok ellen, akik viszont győzedelmeskedtek és kegyetlenül megtorolták a lázadást. Egy rövid időre, 868–878 között sikerült azonban az arabokat kiűzni a városból. Az arabok fennhatósága alatt a város gazdasági élete fellendült, és ebben nagy jelentősége volt a meghonosított gyapotnak, amelyet itt termesztettek és itt is dolgoztak fel. Az araboktól származik az öntözéses mezőgazdaság bevezetése is.

### A normann Szicília
A városból 1061-ben sikerült véglegesen kiűzni az arabokat egy nagy lázadás után. A ragusaiakat I. Roger (olaszul Ruggero) normann csapatai segítették. Harminc évvel később a normannok az egész szigetet ellenőrzésük alá vonták. I. Roger halála után fia, Gotfrid (olaszul Gofreddo) lett Ragusa grófja, aki egy helyi, Donna Rogasia nevű nemes hölgyet vett feleségül, és e kötődésének köszönhetően a város számos privilégiummal rendelkezett. Gotfrid átépíttette a város erődjét, és királyi palotákhoz méltóan díszítette. A Ragusai Grófságot VI. Henrik német-római császár számolta fel, aki megdöntötte a normannok uralmát a szigeten. 1093-ban cosenzai menekültek telepedtek le a városfalakon kívül, jelentősen hozzájárulva a népesség növekedéséhez. A város neve akkoriban változott Ragus alakról Ragusára.

### A Modicai Grófság részeként

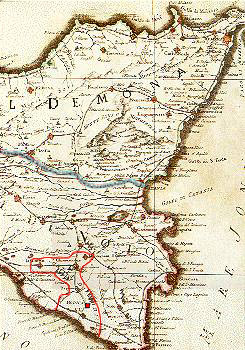
A Modicai Grófság helye Szicíliában

Miután 1194-ben VI. Henrik német-római császár meghódította a normann Szicíliai Királyságot, a Ragusai Grófságot királyi birtoknak nyilvánították, a grófok viszont megtarthatták címüket. I. Frigyes uralkodása idején Ragusa visszakapta a normann időkben szerzett kiváltságait, így saját választásokat szervezhetett, saját címere volt. A Stauf-ház uralmát I. Anjou Károly döntötte meg, aki francia fennhatóság alá vonta a királyságot. Az uralmuk ellen 1282-ben az egész szigetet felölelő lázadás tört ki, a szicíliai vecsernye. Ebben Ragusa lakossága is kivette a részét. 1282. április 5-én a város lakossága Giovanni Prefoglio vezetésével megostromolta a francia helyőrséget, és az összes ott állomásozó katonát meggyilkolta. A szicíliaiak hivatalosan behívták uralkodójuknak Manfréd lányát, Konstanciát és férjét, III. Péter aragóniai királyt, a Stauf-ház törvényes leszármazottjait. A hatalmas aragón sereg és flotta hamarosan megszállta a szigetet és elűzte a franciákat.
1287-ben az utolsó ragusai gróf, Federico Prefoglio fiúörökös nélkül halt meg, a grófi cím pedig húgára szállt, aki 1296-ban férjhez ment Manfredo Chiaramontéhoz, a szomszédos Modicai Grófság urához. Ekkor a két grófságot egyesítették Modicai Grófság néven. A grófi rezidencia ugyan Ragusában maradt, viszont a grófság adminisztrációját Modicából intézték. A Chiaramonte család Franciaországból származott, s még a normannok idején érkeztek Szicíliába és számos lovagi feladatot láttak el a II. Frigyes udvarában.
A grófok 1390-ben lázadást szítottak I. Mária királynő ellen, akit a montblanci hercegnek ígértek feleségül, és nem a ragusai grófnak. A felkelést Bernardo Cabrera seregei verték le 1392-ben. Az utolsó Chiaramonte grófot, Andreát, Palermóban lefejezték. A Chiaramonték helyét a Modicai Grófságban a Cabrerák foglalták el, akik emellett számos más területet is megszereztek, így Pozzallo kikötőjét is, amelyik az egyik legjelentősebb volt Szicília déli részén. A Chiaramontékhoz hűséges ragusaiak azonban fellázadtak új hűbéruruk ellen, aki a város felé emelkedő kastélyban rendezte be rezidenciáját. Lázadásukat vérbe fojtották. A Cabrerák nagy befolyással rendelkeztek a királyi udvarban, ezért a kis királyi titulussal is emlegették őket. Az egykori grófság magába foglalta a mai Ragusa megye területét: Ragusát, Modicát, Sciclit, Ispicát, Pozzallót, Santa Crocét, Comisót, Biscarit, Chiaramontét, Giarratanát és Monterossót. Bernardo Cabrera I. Márton hűséges vazallusaként állt a grófság élén, és uralkodása végére már a ragusaiak is megkedvelték új urukat; erről tesz tanúbizonyságot az emlékére emelt hatalmas síremlék is a San Giorgio-katedrálisban. Fia, Giovanni Cabrera azonban nem bizonyult rátermett uralkodónak, a város lakói 1447-ben fellázadtak ellene, és felégették a kastélyt, benne az antik és középkori város összes dokumentumával. A gróf Modicába menekült, de a lázadó város lakossága arra kényszerítette, hogy 60 000 scudót fizessen, valamint bocsánatot kérjen az uralkodása alatt elkövetett atrocitásokért. Miután fizetett, Giovanni Cabrerát a király 1457. február 25-én ismét megerősítette grófi méltóságában. A gróf intézkedései közé tartozott a hűbéri birtokok felosztása a haszonélvezők között, akik ágyúkkal vagy pénzzel támogatták. Ezeket a kis birtokokat emfithévineknek hívták, és lényegében megszabott határidőre bérbe adott földek voltak. A következő évszázadokban az ezek után beszedett adók képezték a grófság fő bevételi forrását.
A grófság utolsó ura (úrnője) Anna Cabrera volt, aki 1481-ben házasságot kötött Federico Enriquezzel, a spanyol király unokatestvérével. A pár 1486-ban Valladolidba költözött, ahol II. Ferdinánd király Federicót Kasztília admirálisává nevezte ki. Ezt követően a modicai grófok csak ritkán látogattak el hűbérbirtokukra. II. Lajos modicai gróf 1564-ben két évre visszatért, visszaállítani az időközben szétzilált grófságon belüli tulajdonviszonyokat. A család következő tagja, aki visszatért Szicíliába, Giovanni Alfonzo Enriques volt, aki 1643-ban megszerezte a szicíliai alkirályi címet. Ez alkalommal ellátogatott Ragusába. Az esemény tiszteletére épült meg a Porta Walter díszkapu. Utódja, Gaspare, 1692-ben Giovanni Tomasónak juttatta tovább a grófságot, aki a spanyol örökösödési háborúban az osztrákok pártjára állt. Ezért V. Fülöp spanyol király halálra ítélte, vagyonát és birtokait elkobozta, a grófságot pedig királyi birtokká nyilvánította.
A spanyol örökösödési háborút lezáró, 1713-as utrechti békében a Szicíliai Királyság II. Viktor Amadé savoyai herceg fennhatósága alá került, de V. Fülöpnek sikerült a Modicai Grófságot megtartani, mint saját hűbérbirtokot. 1718-ban a Szicíliai Királyságot V. Fülöp spanyol király csapatai elragadták a Savoyaiaktól, 1720-ban a grófságot felszámolták. 1729-ben azonban rövid időre, 1740-ig, visszakerült Pasquale Enriquez Cabrera birtokába. Ezt követően a spanyol  Bourbon-ház uralkodói léptek trónra Nápolyban és Szicíliában, és a grófság már csak nevében élt tovább. A bécsi kongresszus után, 1816-ban névlegesen is megszűnt, ekkor számolták fel a feudalizmust az egyesített Két Szicília Királyságában.

### Az 1693-as földrengés

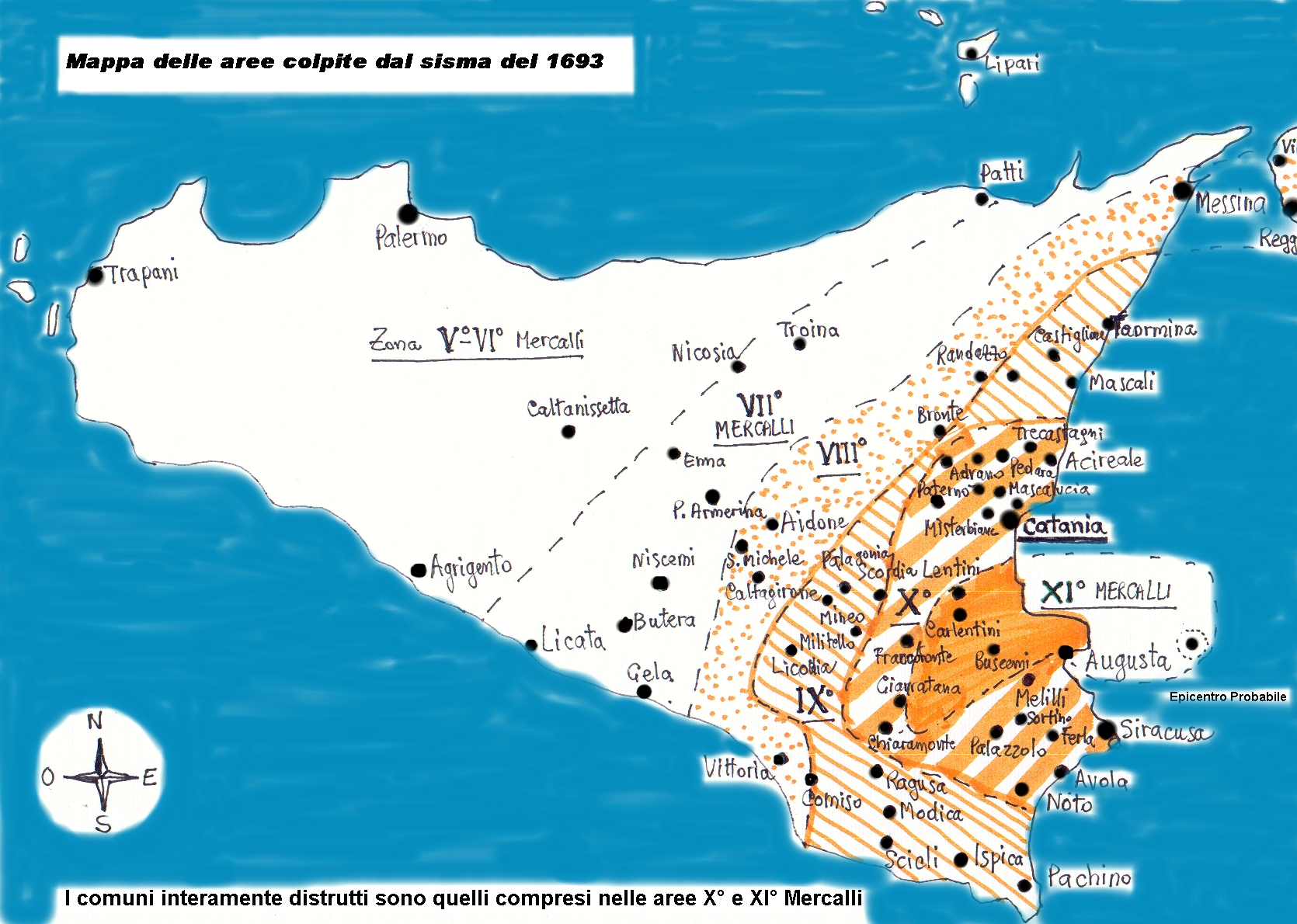
Az 1693-as földrengés által érintett területek

A város történetek fordulópontja az 1693. január 11-én bekövetkezett földrengés volt. A Val di Notó-i földrengés Szicília történelmének egyik legpusztítóbb földmozgása volt, amely során Ragusa mellett számos más város romba dőlt. A Mercalli-skála szerinti 11-es fokozatú (a Richter-skála szerint 7,4 fokra becsült) földrengés 45 lakott települést döntött romba, összesen 5600 km²-es területen pusztított, és megközelítőleg 60 000 életet követelt. A földrengés teljesen elpusztította Ragusát, a városban ötezren veszítették el életüket – szinte a lakosság fele.
A földrengés után a lakosság hozzálátott a romok eltakarításához és a város újjáépítéséhez. Az építkezések koordinálására egy tanácsot állítottak fel. Az első probléma az új város helyszínét illetően merült fel, ugyanis a lakosság egyik része a régi város (Ibla) helyén akarta újjáépíteni Ragusát, míg a másik az Iblával szemben fekvő dombon (Ragusa Superiore). Egy harmadik frakció a várost az Iblától délre fekvő részen kívánta újjáépíteni. A harmadik változattól hamar elálltak, mivel a lankás vidék kevésbé bizonyult védhetőnek. A lakosság két pártra szakadt: a konzervatív értékeket vallók és a nemesség hozzálátott Ibla újjáépítéséhez, míg a másik frakció hozzálátott az új város kiépítéséhez. A történészek szerint valószínűleg nem csak a nemesség döntése, és nem is csak a hagyományokhoz való ragaszkodás okozta ezt a törést, hanem a századok óta fennálló, különböző családok közötti versengés a város vezetéséért. Mivel a grófok már nem Ragusában székeltek, több család is megpróbálta magához ragadni a város vezetését. A két részre szakadt lakosságot a templomaik, a San Giovanni és a San Giorgio után nevezték sangiovannariknak és sangiorgianiknak. Ez ugyanakkor bizonyítja a klérus befolyását is a város politikai és gazdasági életében.
1693-ban a grófság ügyintézője Don Antonio Romeo y Anderas meglátogatta Ragusát és beleegyezését adta az új város megépítéséhez. Az építkezés 1694. április 13-án kezdődött a San Giovanni-katedrális alapkövének letételével. Az építkezéseket Mario Leggio Schininà és Ignazio Garofalo vezették. Az új város 1702-re nagyjából állt, mintegy 2000 személynek biztosított lakhatási lehetőséget. A városképet Catania mintájára alakították ki, központi terekkel, széles sugárutakkal, négyzethálós alaprajzzal.
Ibla, azaz a régi város újjáépítése sokkal lassabban haladt, csak 1738-ban döntöttek a San Giorgio-katedrális újjáépítése mellett. A templom mellett újjáépültek a régi nemesi paloták is. Utolsó lépésként a 19. század végén épült meg az egykori vár helyén a katonai körzet, a Distretto militare.

### A 19. század

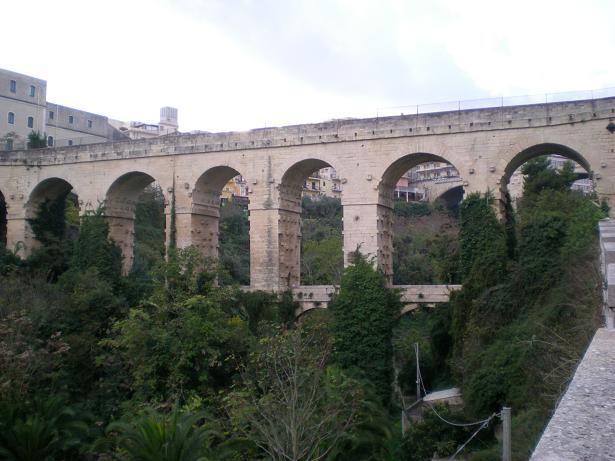
A ragusai Ponte Vecchio

Ragusa gazdaságának alapját a mezőgazdaság képezte. A nagyon kevés, és rövid életű ipari kezdeményezés közül a legnagyobb a fonoda volt, amelyet Arezzo di Donnafugata gróf alapított a város környékén termesztett gyapot megmunkálására. 1861–1901 között Ragusa lakossága gyorsan növekedett, 126 000-ről 207 000-re emelkedett a lélekszám. Ehhez hozzájárult, hogy a Ponte Vecchio megépítésével sikerült könnyű megközelítési lehetőséget biztosítani a várostól délre fekvő fennsíkhoz, amelyen egy újabb városrész épült ki. A közigazgatási reformokból Ragusa vesztesen került ki, ugyanis a megye székhelye Modica lett, követve a hagyományt, mivel a Modicai Grófság idején is az volt az adminisztratív székhely. A vasút az 1880-as években érte el a várost, és ez szintén hozzájárult a lakosság számának növekedéséhez.
Az 1800-as évek végén, Dél-Olaszország többi részéhez hasonlóan, Ragusát is súlyos gazdasági válság sújtotta, amit elsősorban az amerikai kontinensről beáramló olcsó élelmiszerek okoztak. Mivel Ragusában a mezőgazdaság volt a gazdasági húzóágazat, ez különösen nagy hatással volt rá. A válsághoz hozzájárultak a Franciaországgal folytatott kereskedelmi háborúk valamint a filoxéra-járvány, ami megtizedelte a szőlőültetvényeket. A gyors népességnövekedés és a gazdasági válság eredményeként egyre inkább mélyült a szegénység, ami nem egy esetben véres összetűzésekhez vezetett a lakosság és az állami hatalom képviselői között. Az 1900-as évek elején Amerikából származó tőkékkel sikerült újraéleszteni a szőlőtermesztést, majd az intenzív öntözés bevezetésével javítottak a mezőgazdaság feltételein.

### A 20. század
Az első világháború idején ismét visszaesett a termelés, ami a háború befejeződése után szintén társadalmi villongásokhoz vezetett. Ezek a megnyilvánulások az Olaszországban kibontakozó fasizmus terjedését segítették elő. A 20. század elején Ragusában, a többi szicíliai várossal ellentétben, elvetették a szocialisták politikáját. 1921. január 29-én egy fasiszta csoportosulás megostromolta a vittoriai szocialisták székhelyét, meggyilkolva egy embert. Két nappal később Ragusában gyilkoltak meg négy embert. Ragusa lett az első szicíliai város, amely a fasisztákat támogatta, ennek emlékére emeltette Benito Mussolini a Torre Littoriát. 1926-ban egyesítették az addig különálló Ragusa Ibla és Ragusa Superiore községeket, az új várost pedig 1927-ben immár Ragusa néven megyeszékhellyé tették meg.
A második világháborúban több bombatámadás érte a közeli comisói hadirepülőtér miatt. A szövetségesek 1943-ban foglalták el a várost. 1945 januárjában lázadás tört ki Maria Occhiponti vezetésével. A város asszonyai a fiaik behívása ellen tiltakoztak, hozzájuk csatlakoztak a mezőgazdászok is, akik azt követelték, hogy a népnek juttassanak az elkobzott gabonából. A lázadást hamar elfojtották.
A második világháború után az ipar is fejlődésnek indult, az első nagy létesítmény a cementgyár volt, amely a környéken bányászott mészkövet dolgozta fel. 1953-ban kőolajat találtak a vidéken, és ezáltal Ragusa az olasz gazdasági élet figyelmének központjába került. A nagy iparosítás azonban elmaradt, helyette kis- és középvállalkozások jöttek létre, amelyek elsősorban az intenzív (üvegházas) mezőgazdaságra összpontosítottak.

## Népessége
A város lakossága 2008. január 1-jén 72 511 fő volt, ebből 35 023 férfi és 37 488 nő.
A lakosság kor szerinti megoszlása:
- 0–14 év között: 10 098 fő (ebből 5172 férfi, 4926 nő),
- 15–64 év között: 47 752 fő (ebből 23 640 férfi, 24 112 nő),
- 65 év felett: 14 661 fő (ebből 6211 férfi, 8450 nő).

A népesség számának alakulása:
Ragusában és a megyében él a legtöbb bevándorló, a teljes lakossághoz viszonyítva, számszerűleg 16 414 fő. Ebből 2223 fő él Ragusa városában. A legtöbben a következő országokból érkeztek
| - Tunézia – 742 - Albánia – 587 - Románia – 269 - Kína – 123 - Marokkó – 103 | - Eritrea – 101 - Lengyelország – 94 - Brazília – 43 - Németország – 34 - Ukrajna – 26 | - Etiópia – 24 - Argentína – 23 - Macedónia – 22 - Törökország – 20 - Kolumbia – 20 |

### A szicíliai nyelv
Ragusában a szicíliai nyelvet beszélik. Az indoeurópai nyelvcsalád itáliai ágába tartozó újlatin nyelv, legközelebbi rokonai a nápolyi és az olasz nyelv. A szicíliait és dialektusait együttesen italiano meridionale-estremo csoportnak hívják. Ezeket a nyelvváltozatokat Szicílián és a körülötte lévő szigeteken, illetve a szárazföldön Dél- és Közép-Calabriában, Puglia néhány részén, Salentóban és Campaniában beszélik. A nyelvészek szerint a szicíliai eléggé különbözik az olasztól ahhoz, hogy önálló nyelvnek nevezzék. A nyelvet napjainkig rendszeresen, a mindennapi életben használja a szicíliai őslakosok túlnyomó többsége.

## Közigazgatás
Az 1693-as nagy földrengés előtt a város három negyedre volt osztva: San Rocco, Santa Maria és San Paolo. Az újjáépítési munkálatok során két nagy, önálló városnegyed alakult ki, mégpedig Ragusa Inferiore és Ragusa Superiore. A két negyed a lakosságon belüli ellentétek miatt 1926-ig külön községet alkotott. Az egykori Ragusa Inferiore a mai Ibla területét foglalta magába, míg Ragusa Superiore az 1693 után épült új várost.
A város ma hat kerületből áll, és ezek a lakosság számától függően delegálnak jelölteket a városi tanácsba.
|                                | \| Kerület[24] \| Tanácsosok száma \| \| ------------------------------ \| ---------------- \| \| Ragusa Centro (Ragusa-Központ) \| 12 \| \| Ragusa Sud (Ragusa-Dél) \| 12 \| \| Ragusa Ibla (Ragusa Ibla) \| 9 \| \| Ragusa Ovest (Ragusa-Nyugat) \| 9 \| \| Marina di Ragusa \| 9 \| \| San Giacomo Bellocozzo \| 6 \| \| Összesen: \| 57 \| |
| Kerület                        | Tanácsosok száma |
| Ragusa Centro (Ragusa-Központ) | 12 |
| Ragusa Sud (Ragusa-Dél)        | 12 |
| Ragusa Ibla (Ragusa Ibla)      | 9 |
| Ragusa Ovest (Ragusa-Nyugat)   | 9 |
| Marina di Ragusa               | 9 |
| San Giacomo Bellocozzo         | 6 |
| Összesen:                      | 57 |

## Városkép

### A barokk város
Ragusa városának két része különíthető el: az ókori város helyén épült Ragusa Ibla (vagy ahogyan korábban nevezték Ragusa Inferiore, azaz Alsó-Ragusa) valamint az ettől nyugatra, az 1693-as földrengés után kiépült Ragusa Superiore, azaz Felső-Ragusa.
- Ragusa Ibla az egykori Hübla Héraia helyén épült fel egy kelet-nyugat irányban lejtő meredek domb tetejére. Labirintus-szerű, keskeny, kanyargó utcákból áll, központja a San Giorgio-templom előtti tér a Piazza del Duomo. Ibla magasabb, keleti részét az egykori vár helyén kiépített Giardino Ibleo (Iblai-kert) park foglalja el, amelynek közepén a világháborúk áldozatainak emlékműve áll. A két városrész közötti nyeregből, a Piazza della Republicától induló Via del Mercato visz fel Iblába. A legszebb barokk épületek a Via di Stefano – Piazza del Duomo – Corso XXV Aprile mentén sorakoznak.[25]
- Ragusa Superiore az 1693 után kialakult városrész, a nyereg felől a kanyargós Corso Mazzinin keresztül közelíthető meg. Egy fennsík jellegű dombra épült, területe sokkal laposabb, ami részben befolyásolta a négyzethálós utcaszerkezetet. Központjában áll a San Giovanni Battista-katedrális. Ez a negyed rengeteget veszített erős barokk jellegéből a 20. századi átépítések során, amikor is a műemlékvédelem helyett inkább az egyéni érdekeket tartották szem előtt. Ragusa Superiorét kelet-nyugat irányban átszeli a Corso Italia, amely egyben a város bevásárlóutcája is.[26]

Mivel tudatos városépítésről volt szó, ezért a barokk, a kor domináló építészeti irányzata, teljes mértékben rányomta bélyegét az épületek és közterek jellegére. Az 1693-as földrengést megelőzően Szicíliában csak kevés barokk építményt emeltek, ezek többsége pedig értelemszerűen vallási épület volt, hiszen a barokk Rómából indult. A szigeten kialakult stílusirányzat azonban nem követte a római barokk építészek hagyományait, hanem ötvözte azokat a helyi stíluselemekkel. A földrengés után számos Rómában tanult építésznek megadatott, hogy bizonyítsa képességeit, s ez bizonyos versengést szült, amelynek eredménye egy sokkal kifinomultabb művészi jegyekkel bíró stílus lett. A szicíliai barokk számos sajátos stílusjegyet visel magán. Ilyenek például az erkélyeket tartó vagy párkányzatot díszítő groteszk maszkok és puttók. Az erkélyeket és az ablakokat rendszerint finoman megmunkált vaskorlátok és vasrácsok díszítik. Számos nemesi épület esetében a lépcsőházak kikerültek az udvarokra a bejáratok mögötti gangból. Tipikus jellemző a szicíliai barokk épületeken a konkáv, konvex vagy enyhén megdöntött főhomlokzat, valamint az erre ráépített harangtorony. A belső kialakításban előszeretettel használtak színes márványlapokat intarziák alkotására. A templomhajók között pedig, a római barokktól eltérően, nem egy oszlopcsoport, hanem mindössze egy oszlop tartotta a boltíveket. Ez a korábbi szicíliai normann építészet egyik hatása.
Ragusa városát 2002-ben a Val di Noto más városaival együtt felvették az UNESCO Világörökség listájára, köszönhetően egységes, barokk városképének, amely az 1693-as földrengés után alakult ki, és amelynek legkiemelkedőbb építménye a San Giorgio-katedrális. Az építkezésekhez helyi mészkövet és lávakövet használtak a mesteremberek, akik Sebastiano Serlio, Andrea Palladio és Domenico Fontana építészeti tanulmányaiból inspirálódva tervezték újra a várost. A legnevesebb építész a siracusai születésű Rosario Gagliardi volt. A legszebb  épületek, a San Giovanni Battista-katedrálist, valamint néhány 18. századi nemesi palotát kivéve a régi városrészben, Ragusa Iblában találhatók. A földrengés előtti városból kevés építmény maradt fenn: egy rövid falrészlet, egy Stauf-kori portál, valamint a San Francesco all’Immacolata-templom harangtornya, a San Giorgio-templom portálja, a Porta Walter (az egykori bizánci erőd része) és más emlékek. A templomokban is számos földrengés előtti síremléket és szobrot őriznek. Az UNESCO tizennyolc műemléképületet helyezett védelem alá:
- San Giovanni Battista-katedrális
- San Giorgio-dóm
- Santa Maria dei Miracoli-templom
- San Giuseppe-templom
- Santissime Anime del Purgatorio-templom
- San Filippo Neri-templom
- Santa Maria dell’Idria-templom
- San Francesco all’Immacolata templom és kolostor
- Santa Maria del Gesù templom és kolostor
- Santa Maria delle Scale-templom
- Palazzo Zacco
- Palazzo Sortino Trono
- Palazzo Cosentini
- Palazzo Battaglia
- Palazzo Bertini
- Palazzo La Rocca
- Püspöki palota
- Kancellária palota

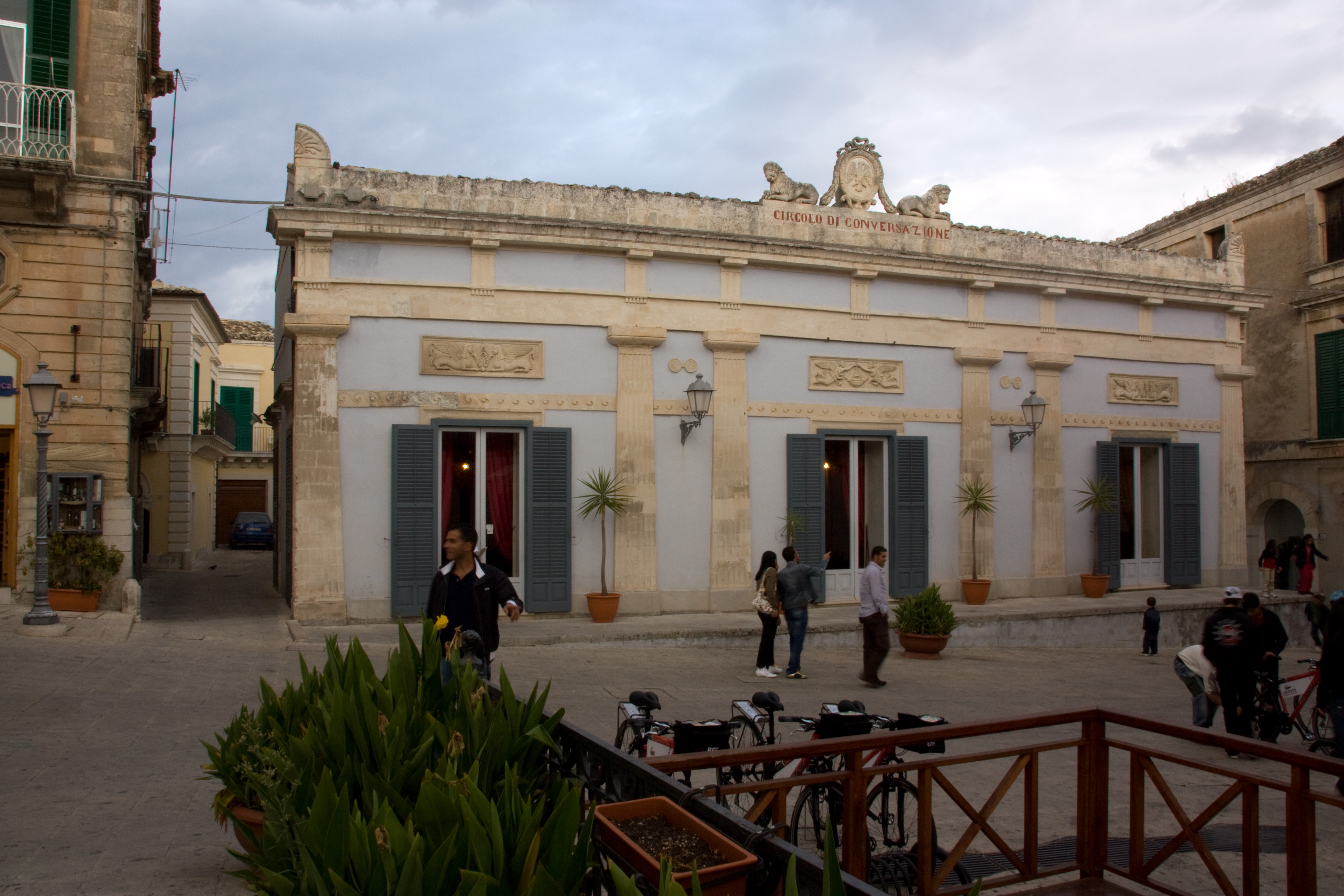
A Circolo di conversazione

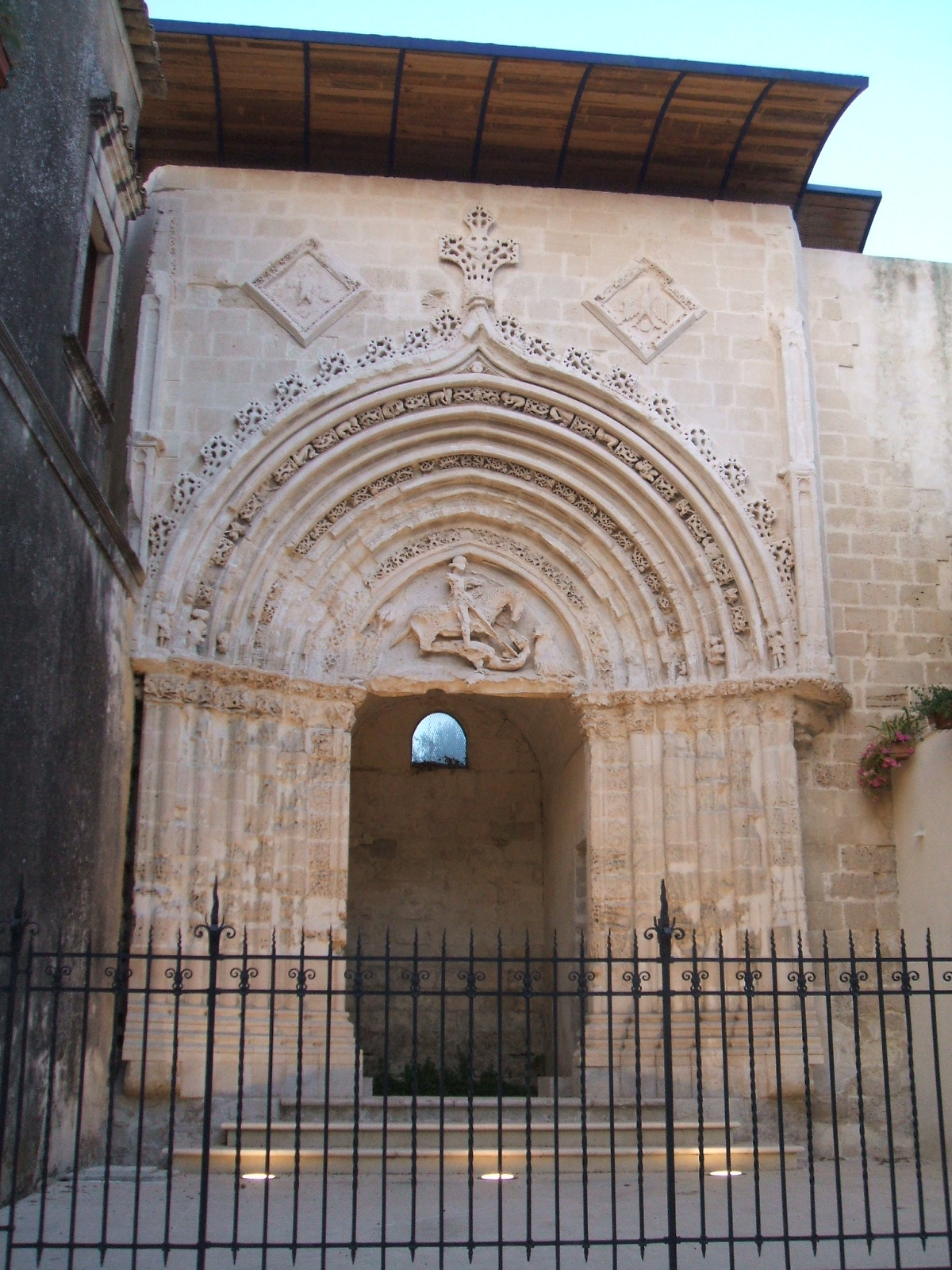
A Portale di San Giorgio

További látnivalók Ragusában, amelyek részben más stílusok jegyében születettek, de szervesen illeszkednek a városképbe:
- Portale di San Giorgio – a katalán-gótikus stílusban, a 12. században megépült, majd az 1693-as földrengés során elpusztult San Giorgio-katedrális egyetlen fennmaradt részlete.[27]
- San Vincenzo Ferreri-templom – a 15. század elején épült. Az 1693-as földrengés nem okozott benne különlegesebb károkat, de később újjáépítették. Érdekességei a többszínű kőlapokkal burkolt harangtornya valamint a főhajót díszítő és a középkori Ragusát ábrázoló festménysorozat.[27]
- Palazzo Schininà di Sant’Elia – a 18. század végén épült rokokó stílusban Mario Leggio Schininà báró, Ragusa első polgármestere számára.[27]
- Circolo di conversazione avagy a Társalgási kör neoklasszicista épületét 1850-ben építették. Eredetileg kávéház működött benne, a Caffè dei cavalieri. Az egyszintes épület arányos homlokzata egy gazdagon díszített szalont rejt, amelyet Tino Del Campo ragusai művész festett ki a 19. század végén. Az épületben korabeli bútorok láthatók: díványok és kávézóasztalok, valamint a termet beragyogó kandeláber.[27]
- Porta Walter vagy Porta Vattiri az egykori városfal egyetlen fennmaradt kapuja. A 17. században épült Giovanni Alfonso Enriquez de Cabrera szicíliai alkirály látogatása alkalmával. Az öt méter magas és három méter széles kapu egy diadalívhez hasonlít. Az egykori díszítőelemeinek nagy része az idők során elpusztult. A kapu a Santa Domenica völgyre, a modicai útra nyílt.[27]

### A déli városrészek
A két negyedet délen a Santa Domenica mély szurdokvölgy határolja, amelyen hidak ívelnek át, így biztosítva az összeköttetést a déli városrészekkel (Ragusa Sud), amelyek a 19–20. században alakultak ki. A déli városrész központja a Piazza del Popolo, ahol a vasútállomás és a buszpályaudvar is található. A természeti adottságok miatt Ragusa nyugat és dél felé terjeszkedett, a szomszédos dombokra. A déli városrészeket három híd köti össze Ragusa Superioréval:
- Ponte Vecchio – 1843-ban épült a római vízvezetékekre hasonló stílusban. Nevezik még Ponte dei Cappucini-nek (Kapucinusok hídja) is, mivel építését először egy kapucinus szerzetes, Gianbattista Occhipinti Scopetta javasolta.
- Ponte Nuovo – 1937-ben adták el.
- Ponte Papa Giovanni XXIII – 1964-ben adták át.

### Régészeti emlékek

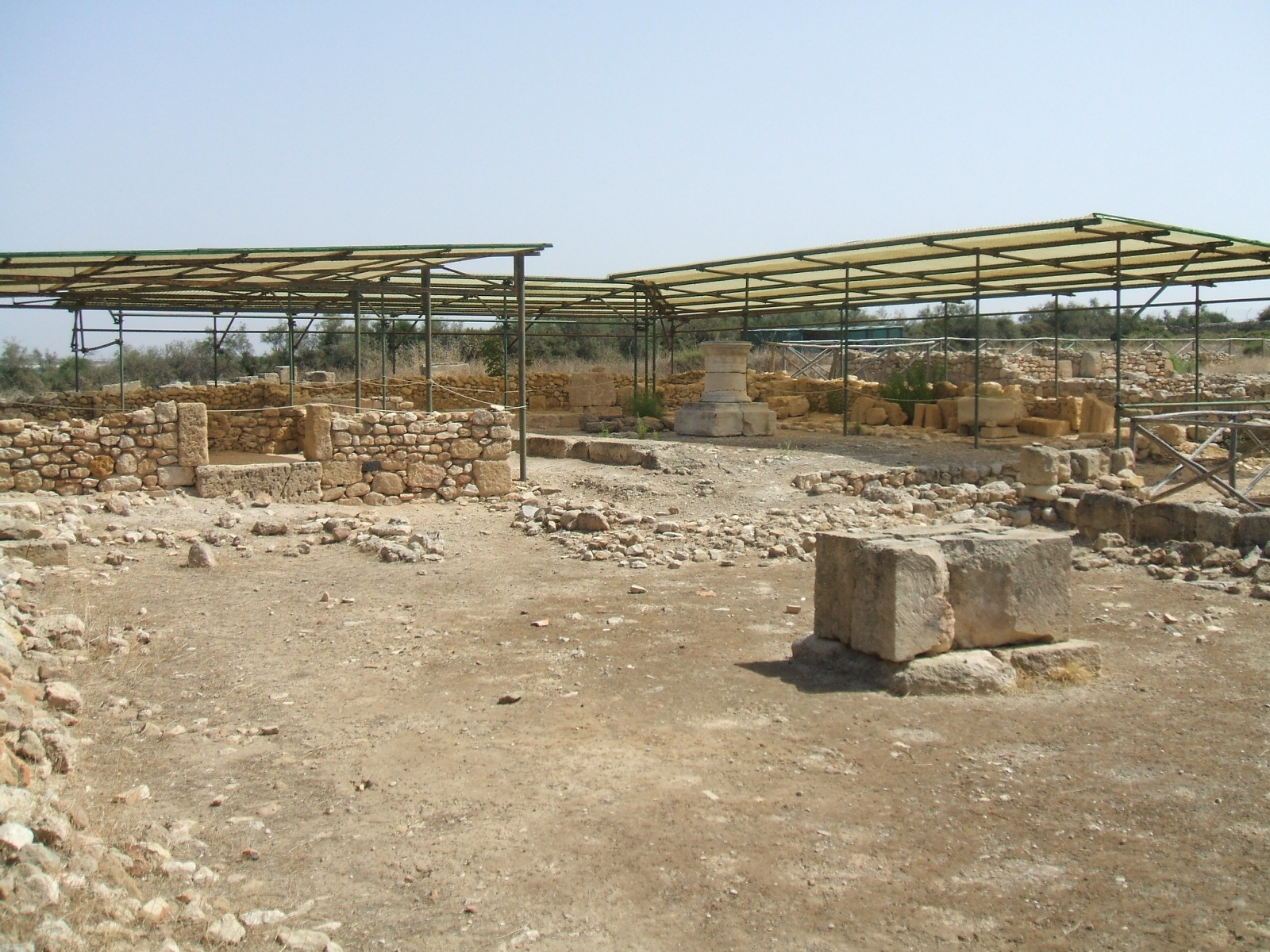
Kamarínai romok

Az elmúlt évtizedekben számos régészeti kutatást végeztek, amelynek során feltárták – többek között – a Fontana Nuova városrészben a neolitikumi barlangokat, amelyekben emberi tevékenységre utaló leleteket találtak. A régészeti leleteket a ragusai múzeumban őrzik.
- Kamarína romjai – Hübla Héraia egykori testvérvárosának romjai a mai Santa Croce Camerana frazione mellett láthatók. Az egykori városból falrészletek maradtak fenn, Pallasz Athéné egykori templomának romjai, valamint az úgynevezett Oltáros-ház, ami nevét a benne talált házioltár után kapta. Ezen kívül láthatók még az egykori Kamarína egyéb épületeinek, mint például az agorának az alapjai is. Nem messze Kamarínától láthatók az egykori Kaukana romjai.
- Hübla Héraia romjai – Az antik város romjait a Ragusa Ibla területén végzett ásatások során tárták fel. Noha az egykori épületek eltűntek a későbbi korok építkezései során, a számos feltárt eszközt és tárgyat a régészeti múzeumban állították ki.
- Grotta delle Trebacche – Római és bizánci nekropolisz a város közelében.
- Castiglione di Ragusa – Ókori szikul-görög település romjai Ragusától nyugatra. Az ásatások során utcarészletek, erődítmények valamint egy görög nekropolisz került napvilágra. A legjelentősebb lelet, az úgynevezett castiglionei harcos egy mészkőbe vésett lovagló harcos alakja, ami az ókorból származik.[17]

### Természeti látnivalók

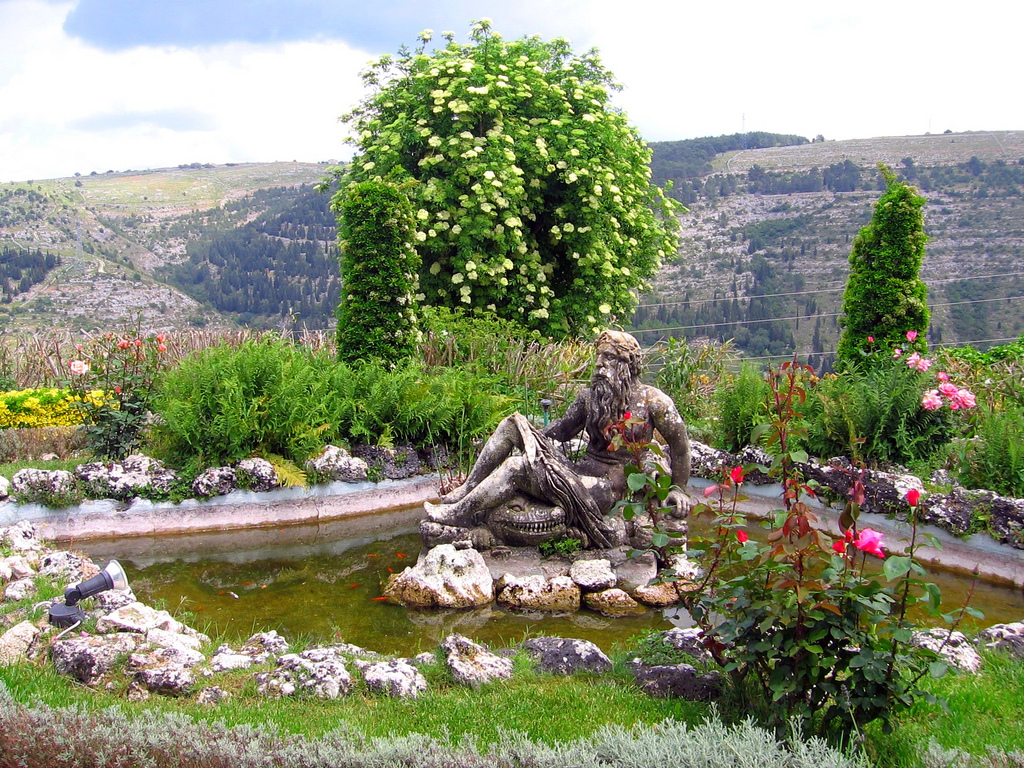
Szökőkút a Giardino Ibleóban

Ragusa területén számos park és védett terület található.
- Giardino Ibleo – 1858-ban alakították az egykori vár területén. Ma itt található a két világháborúban elesett lakosok emlékműve, valamint egy ásatási terület az ókori Hübla Héraia romjaival.
- Irminio macchia-erdeje természetvédelmi terület – az Irminio folyó völgye, amelyet 1985-ben nyilvánítottak védett területté, az itt található nagy kiterjedésű mediterrán macchia miatt.
- Cava Randello természetvédelmi terület – Vittoria és Ragusa városok között húzódó természetvédelmi terület.
- Calaforno erdő – Ragusa és Monterosso Almo területén fekvő kiterjedt erdőség.[17]

### Marina di Ragusa
Marina di Ragusa egy tengerparti üdülőhely Ragusától 20 kilométterre délre, a Földközi-tenger partján. Közigazgatásilag Ragusa része. Lakossága közel 4000 fő, nyáron viszont jóval többen választják ideiglenes lakhelyül. Délkelet-Szicília legnagyobb tengerparti üdülőhelye, 2009 óta pedig kikötő is.

### Donnafugata

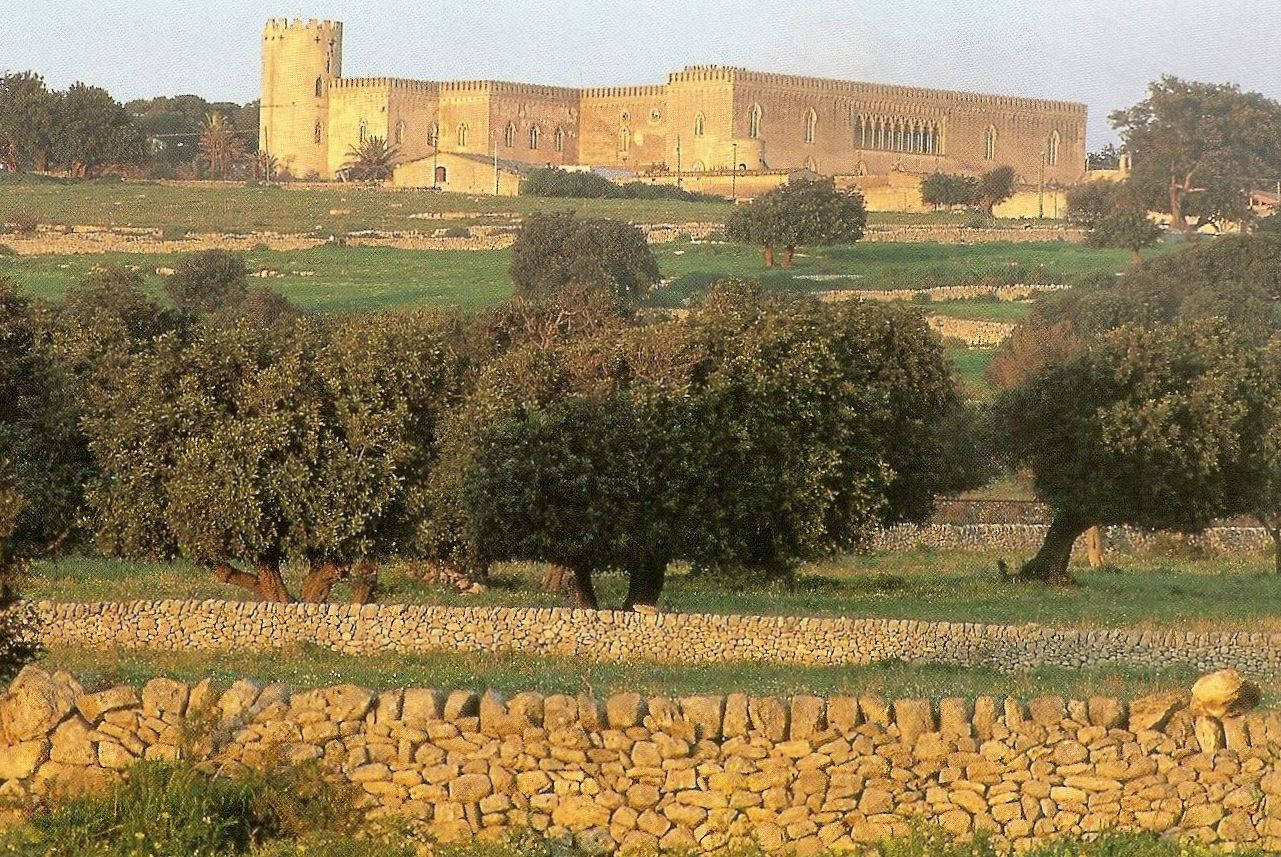
A Donnafugata-vár

A Donnafugata-vár (Castello Donnafugata) Ragusától 15 km-re délnyugatra található. Neve ellenére nem vár, hanem egy 19. századi nemesi palota. A legendák szerint a kastélyban raboskodott Navarrai Blanka királyné Bernardo Cabrera gróf foglyaként, aki Blanka férjének, I. Márton szicíliai királynak a halála után szerette volna magának megszerezni a trónt. Az építmény neve is tükrözi ezt a legendát, ugyanis a donna jelentése nő, a fugata pedig menekülőt jelent. Valójában a jelenlegi építmény a 19. század második felében épült egy korábbi, 14. századi épület helyén, amelyet Modica grófjainak parancsára építettek. A 15. században Bernardo Cabrera rezidenciája is lehetett. 1648-ban az Arezzo-La Luca család birtokába került, akik vadászlaknak használták. Többször is gazdát cserélt, az évszázadok során többször is átépítették. 1982 óta a város tulajdona. A „várat” restaurálták, látogathatók a 19. századi lakosztályok, valamint a nyolc hektáros, angol hagyományok szerint kialakított parkja.

## Kultúra

### Oktatás
Ragusában 1993 óta működik a Cataniai Tudományegyetem (Università degli Studi di Catania) kihelyezett tagozata. 1995 óta a városban egy egyetemi konzorcium is működik, amelyet a ragusai megyei tanács hozott létre, annak érdekében, hogy a városnak saját egyeteme jöjjön létre. Jelenleg  idegen nyelvi és irodalmi, agrártudományi, államigazgatási és jogi karokkal működik. Az orvostudományi és sebészeti kar 2009-ben megszűnt.
Ragusában három főiskola működik még:
- Accademia di Belle Arti Mediterranea (Mediterranea Szépművészeti Akadémia) – művészeti főiskola,
- Istituto di scienze e tecnica della produzione di animali (Állattenyésztési Intézet) – agrártudományi főiskola,
- Università popolare di Ragusa (Ragusai Népfőiskola).

### Múzeumok

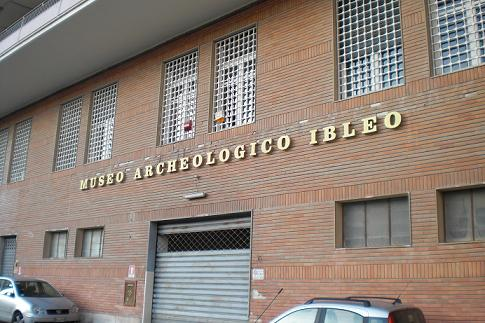
A Régészeti Múzeum épülete

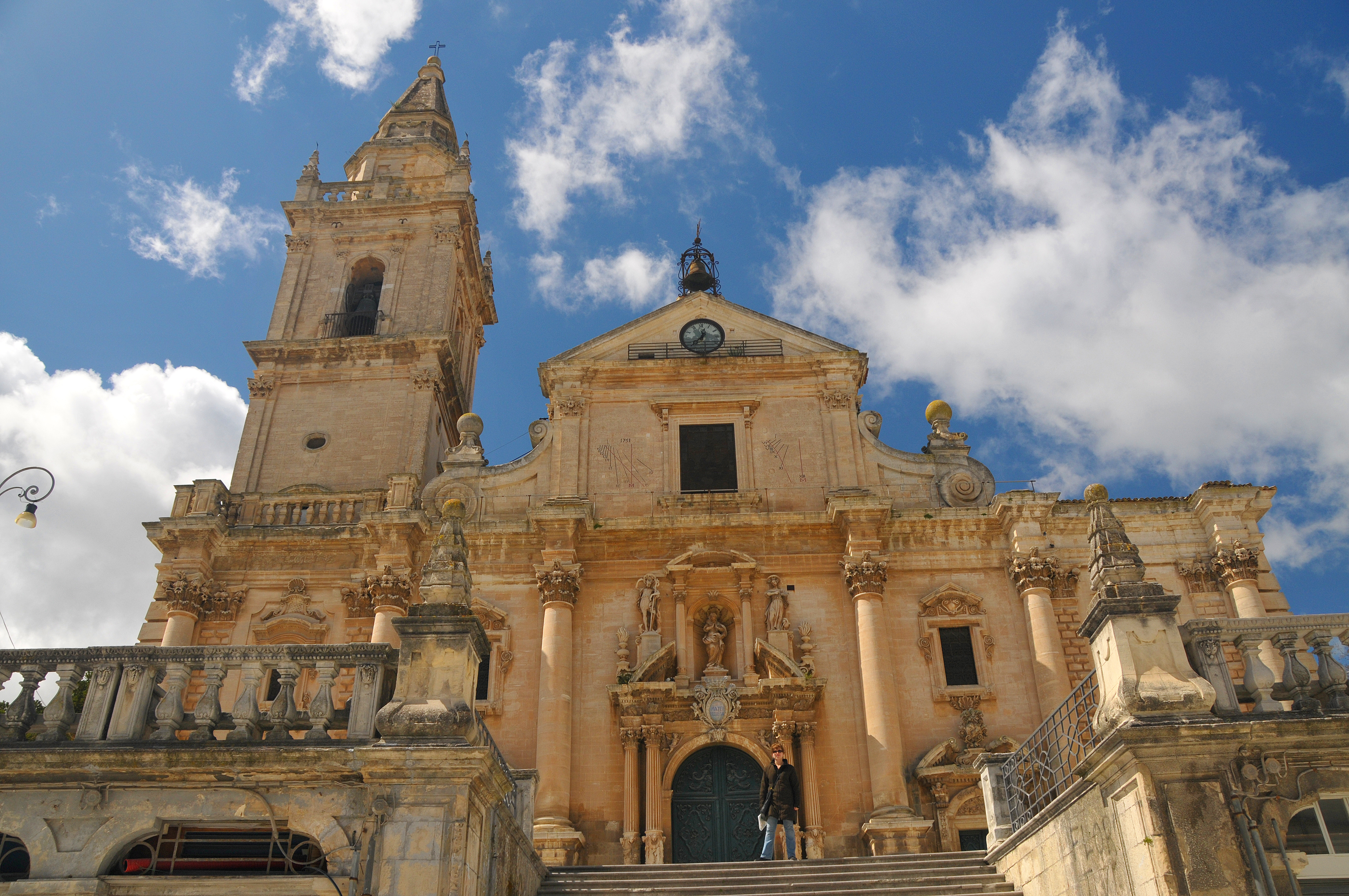
San Giovanni Battista-katedrális

A Ragusa területén feltárt régészeti leletek többsége Siracusában látható. A helyi régészeti múzeumot az 1950-es évek végén alapították, napjainkban ez a város legjelentősebb kiállító tere. Ragusában a következő múzeumok működnek:
- Iblai Régészeti Múzeum (Museo Archeologico Ibleo) – A Ragusában és környékén feltárt régészeti leletek bemutatása céljából hozták létre. A leghíresebbek a neolitikumi leleteket valamint a castelluciói kultúrát és az ókori görög emlékeket bemutató gyűjtemények. Itt helyeztek el számos Kamarínában feltárt leletet is.[32]
- Kamarínai Regionális Régészeti Múzeum (Museo Archeologico Regionale di Camarina) – Kamarínát i.e. 589-ben alapították szürakuszai görög telepesek, és az ókor során Hübla Héraia legfontosabb szövetségese volt. Az első évezred első felében elnéptelenedett város romjait a 19. század első felében tárták fel. Ma szabadtéri múzeum, az itt talált műtárgyakat a ragusai múzeumban őrzik.[33]
- Carmelo Cappello gyűjtemény (Civica Raccolta Carmello Capello) – A gyűjtemény a neves művész 15 szobrát és 20 grafikáját mutatja be, amelyeket a városnak adományozott. Carmello Capello tizenhét évesen távozott Rómába, majd onnan Milánóba, ahol világhírnévre tett szert.[34]
- Olaszország Afrikában Múzeum (Museo Civico L'Italia in Africa) – A múzeum Olaszország egykori afrikai gyarmatainak mindennapjaiba nyújt betekintést: Szomália, Etiópia, Líbia, Eritrea.[35]
- Egyházmegyei Múzeum (Museo Diocesano) – A San Giovanni Battista-katedrális értékes kegytárgyait mutatja be, valamint rövid áttekintést ad az egyházmegye történetéről.
- Dóm-múzeum (Museo del Duomo) – A San Giorgio-dóm értékes kegytárgyait mutatja be, valamint annak történetét.
- Aszfaltmúzeum (Museo Naturale e delle Miniere d'Asfalto di Tabuna e Castelluccio) – A vidéken található bitumenes kőzetek bányászatának történetét mutatja be.

### Tudományos intézmények
Ragusában, a környék mezőgazdasági jelentőségére jellemző módon, az agrárkutatás dominál. A legfontosabb kutatóintézetek:
- CORFILAC (Consorzio Ricerca Filiera Lattiero-Casearia): tejipari kutatóállomás[36]
- IZSS (Istituto Zooprofilattico Sperimentale della Sicilia A. Mirri): állattenyésztési regionális kutatóállomás[37]
- Feliciano Rossitto tanulmányi központ[38]

### Színház
A város egykori színháza (1977 óta moziként üzemelt), a Teatro Concordia, 2007 óta átépítés miatt zárva van. Az 500 férőhelyes ház felújítása után ismét színház működik majd az épületben. Ragusa leggazdagabb polgárainak adományaiból épült fel, 1844. augusztus 15-én nyitotta meg kapuit. A város 2007-ben vásárolta meg, és ugyanebben az esztendőben láttak hozzá restaurálásához. Ragusában még két kisebb színház működik, a Teatro Donnafugata és a Teatro Tenda.

### Hagyományok

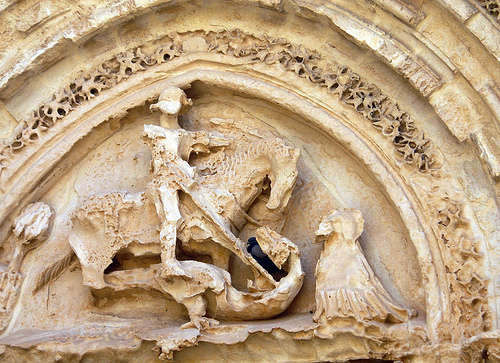
Sárkányölő Szent György ábrázolása a San Giorgio portálon

A hagyományok szerint az 1063. évi cerami csatában I. Roger, Szicília grófja isteni segítséggel győzte le az arabokat. A legenda szerint maga Szent György érkezett a normann csapatok megsegítésére. Ezen esemény tiszteletére építtette fel Roger fia, Gotfrid Ragusa katedrálisát, a San Giorgiót. Ragusa Superiore védőszentje azonban Keresztelő Szent János. Kultusza valószínűleg a 6. századra nyúlik vissza, de a tiszteletére épült első templomot Gotfrid uralkodása idején építették Ragusa falain kívül, a városban menedékre lelő cosenzaiak. Részben e megosztottság volt az 1693 utáni újjáépítési munkálatok sarkalatos pontja is. Noha 1926-ban egy településsé vált Ragusa Ibla és Ragusa Superiore, a két városrész a mai napig külön ünnepli a két szentet. Ragusa Iblában május utolsó hetében rendeznek nagy ünnepséget Szent György tiszteletére, Ragusa Superioréban pedig augusztus 29-én ünneplik Keresztelő Szent Jánost.  Az utóbbi évtizedben azonban megpróbálták áthidalni ezeket a hagyománybeli különbségeket, így legújabban a felvonulásokat rendszerint a két templom közötti útvonalon tartják. A ragusai katedrális ereklyéje Szent János egyik foga. Ragusa Superiore társ-védőszentje a Csodás érmű Szent Mária, míg Ragusa Ibláé Szent Gaudenzia.

### Média
| Ragusában kiadott napilapok                                                   | Időszaki kiadványok | Televízió                                                                                      | Rádió | Internetes portálok                                                                           |
| ----------------------------------------------------------------------------- | --- | ---------------------------------------------------------------------------------------------- | --- | --------------------------------------------------------------------------------------------- |
| - Giornale di Sicilia - La Sicilia - Gazzetta del Sud - Quotidiano di Sicilia | - I Mediterranei - La Città - Insieme - Il Gazzettino degli Iblei - Dialogo Modica - La Pagina Modica - Giornale di Scicli | - TeleNova - VideoMediterraneo - E20 Sicilia - Videouno - Teletre - Teleiblea - Videoregionale | - Radiomediterraneo - Radiomediterraneo 2 - Radio Video Scicli - Futura Network - Radio Mondo Centrale - Antenna Iblea Broadcasting - Radio Sole Vittoria - Radio Don Bosco | - www.corrierediragusa.it - www.ilgiornalediragusa.it - www.reteiblea.it - www.ragusanews.com |

A város heti hírlevelet is üzemeltet, amelyre a város honlapján lehet feliratkozni, és amely tájékoztatást nyújt Ragusa főbb híreiről.

## Konyhaművészet

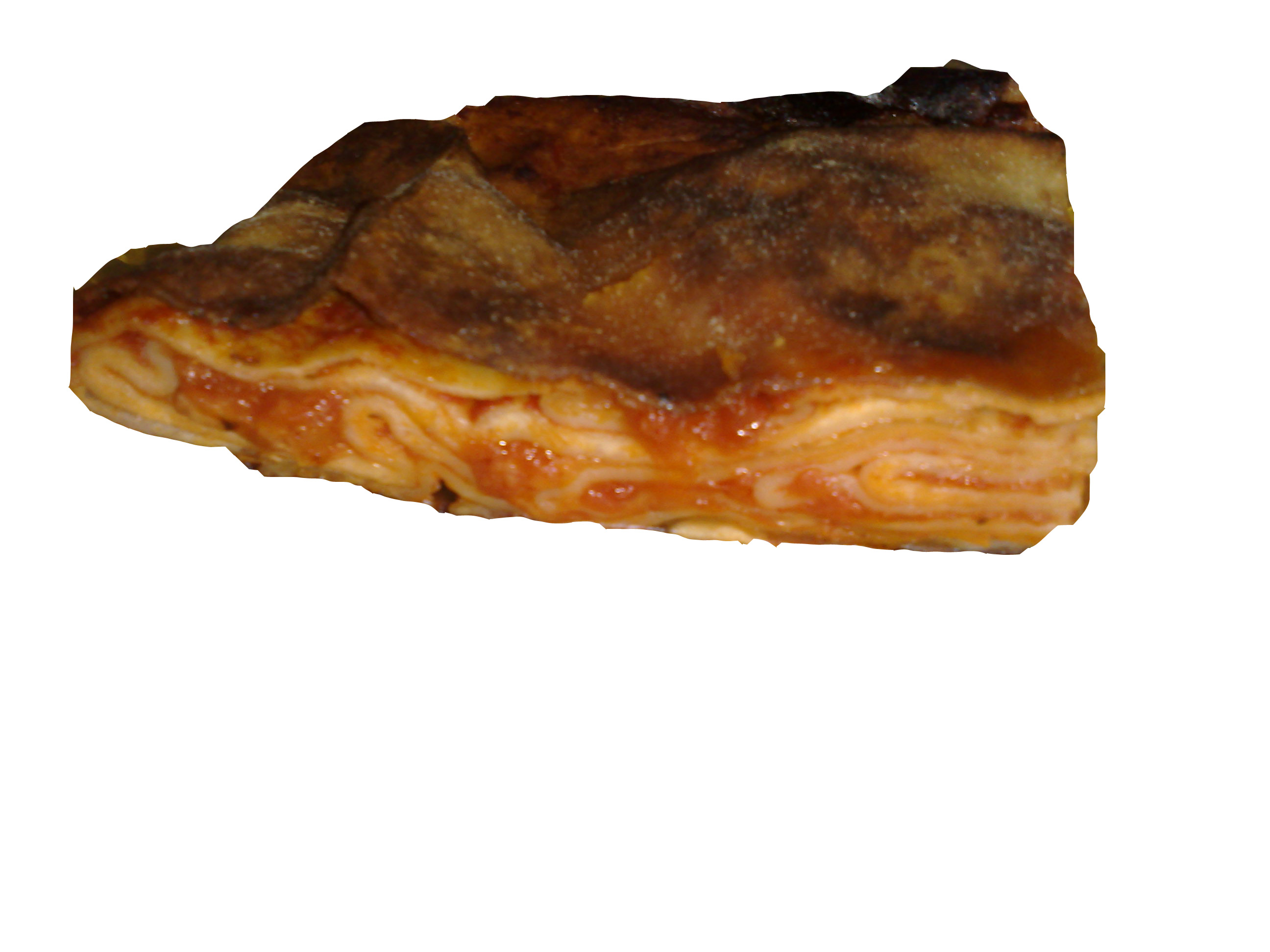
Scaccia

A ragusai konyha, akárcsak Szicília többi részének szakácsművészete, a szigetet uraló, különböző kultúrájú népek keveredésének eredményeként alakult ki. Mivel Ragusa és környéke nagyrészt mezőgazdasági jellegű vidék, az ételek az itt megtermelt zöldségekből és gyümölcsökből, valamint az itt tenyésztett háziállatokból készülnek. A ragusai konyha ízvilága változatos, a legédesebb ételektől a legfűszeresebbekig mindent magába foglal. Jellegzetes helyi étel az úgynevezett pastieri, ami tulajdonképpen bárány- vagy marhahússal töltött tészta sajttal és tojással elkészítve, borssal fűszerezve.  A szomszédos vidékeken impanate ragusane néven ismerik (magyarul nagyjából ragusai zsemlemorzsaként lehetne nevezni).  Ennek egy másik formája a scaccia, amikor hús helyett spenóttal, ricottával, brokkolival, paradicsommal, padlizsánnal vagy egyéb zöldséggel töltik. A húsfélék közül a sertés is nagyon népszerű. Általában kolbász és egyéb füstölt termékek formájában kapható. Gyakori a kocsonya is, ami azonban a szomszédos Chiaramontéra jellemző.  A coniglio a partuisa csicseriborsós körettel készült sertéshús, a macco ennek babbal készült változata.  A főételek között megtalálható még a ricottás vagy sertéshússal töltött ravioli. Ragusában készítik tehéntejből a caciocavallo nevű sajtféleséget. Ez jellegzetesen paralelepipedon alakú. Jellegzetes ragusai étel még a cuddura is, egy kevés vízzel és durumbúzából készült kenyér. A desszertek között nincsenek kimondottan Ragusára jellemző ételek. Ez annak tudható be, hogy a szomszédos Modicában a középkor során, sőt napjainkban is csokoládémanufaktúrák működtek, így az édességek nagy része innen származott. A borok közül a szomszédos településeken termelt Cerasuolo di Vittoria, Ambrato di Comiso,  Albanello a legnépszerűbbek.

## Sport

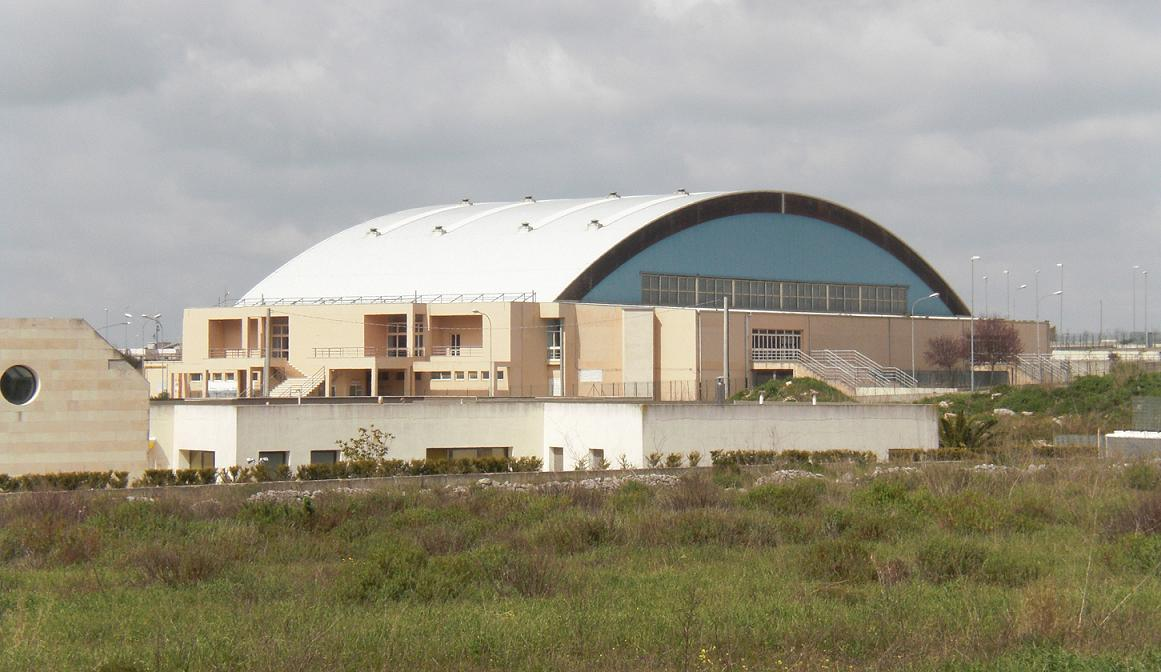
A ragusai uszoda

A városban számos sportegyesület működik:
- ASD Ragusa – A labdarúgócsapat elődje, az Unione Sportiva Ragusa 1949-ben alakult. Rendszerint a negyedosztályban játszottak (Serie D), mindössze kétszer jutottak fel a C osztályba (1977, 2001). A csapat 2007-ben csődbe ment. Utódja az ASD Ragusa, amely jelenleg az olasz D osztályba való bejutásért küzd[49][50]
- Nova Virtus Ragusa – kosárlabda-csapat. Elődje az 1950-ben alapított Virtus Ragusa volt, amely általában az A2 osztályban játszott. A csapat 2001-ben visszaesett a B1 osztályba, majd 2005-ben csődöt jelentett. Utódja a Nova Virtus Ragusa, amelyik napjainkban a C1 osztályban játszik.[51]
- Oncoibla Padua Rugby – rögbicsapat. Az országos másodosztályban játszik.[52]
- Over Ragusa Rugby Clan – rögbicsapat[53]
- AS Dilettantistica Tamburello  – tamburello-csapat. Az országos első osztályban játszanak.[54]
- Tambeach Kaukana – a tambeach-csapat szintén az országos első osztályban játszik.[55]

A város stadionja a 3200 férőhelyes Aldo Campo, amely 1972-ben épült.

## Gazdaság
A gazdaság fejlettségét tekintve Ragusa illetve Ragusa megye az 51. a 110 olasz megye közül, messze elmaradva az országos átlagtól (64,8%). A városban a munkanélküliség a déli országrészhez viszonyítva alacsony, mindössze 9%. A megyében a foglalkoztatottság az előző öt évre vetített éves növekedése 2003-ban 3% volt, a hozzáadott érték növekedése 6%, míg a teljes országé 4%. Egész Olaszországhoz viszonyítva Ragusa megyében a legmagasabb a foglalkoztatottság a mezőgazdasági szektorban.
| Hozzáadott érték            | Hozzáadott érték            | Hozzáadott érték | Hozzáadott érték | Hozzáadott érték |
| --------------------------- | --------------------------- | ---------------- | ---------------- | ---------------- |
| Ágazat                      |                             |                  |                  | százalék         |
| Ipar (Olaszország)          | Ipar (Olaszország)          |                  | 21.5%            | 21.5%            |
| Ipar (Ragusa megye)         | Ipar (Ragusa megye)         |                  | 9.3%             | 9.3%             |
| Mezőgazdaság (Olaszország)  | Mezőgazdaság (Olaszország)  |                  | 2.5%             | 2.5%             |
| Mezőgazdaság (Ragusa megye) | Mezőgazdaság (Ragusa megye) |                  | 12.5%            | 12.5%            |
| Építőipar (Olaszország)     | Építőipar (Olaszország)     |                  | 5%               | 5%               |
| Építőipar (Ragusa megye)    | Építőipar (Ragusa megye)    |                  | 8.4%             | 8.4%             |
| Szolgáltatás (Olaszország)  | Szolgáltatás (Olaszország)  |                  | 70.9%            | 70.9%            |
| Szolgáltatás (Ragusa megye) | Szolgáltatás (Ragusa megye) |                  | 69.8%            | 69.8%            |
| 2003. évi adatok.           |                             |                  |                  |                  |

| Foglalkoztatottság             | Foglalkoztatottság             | Foglalkoztatottság | Foglalkoztatottság | Foglalkoztatottság |
| ------------------------------ | ------------------------------ | ------------------ | ------------------ | ------------------ |
| Ágazat                         |                                |                    |                    | százalék           |
| Ipar (Olaszország)             | Ipar (Olaszország)             |                    | 22.5%              | 22.5%              |
| Ipar (Ragusa megye)            | Ipar (Ragusa megye)            |                    | 11.3%              | 11.3%              |
| Mezőgazdaság (Olaszország)     | Mezőgazdaság (Olaszország)     |                    | 4.4%               | 4.4%               |
| Mezőgazdaság (Ragusa megye)    | Mezőgazdaság (Ragusa megye)    |                    | 21.9%              | 21.9%              |
| Építőipar (Olaszország)        | Építőipar (Olaszország)        |                    | 8.2%               | 8.2%               |
| Építőipar (Ragusa megye)       | Építőipar (Ragusa megye)       |                    | 10%                | 10%                |
| Egyéb szektorok (Olaszország)  | Egyéb szektorok (Olaszország)  |                    | 64.9%              | 64.9%              |
| Egyéb szektorok (Ragusa megye) | Egyéb szektorok (Ragusa megye) |                    | 56.8%              | 56.8%              |
| 2003. évi adatok.              |                                |                    |                    |                    |

### Ipar

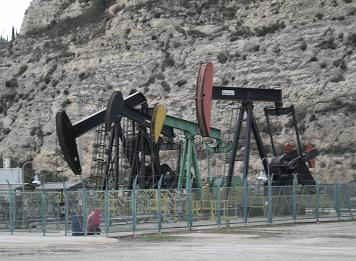
Olajkutak Ragusában

Az ipar jelentős szerepet tölt be a város életében, az aktív lakosság 15%-ának biztosít munkahelyet. A környéken kitermelt aszfaltnak és kőolajnak köszönhetően fejlett vegyiparral rendelkezik, aminek fő képviselője az Eni Polimeri Europa. A kőolajat a Marina di Ragusához közeli Vega kőolajfúrótorony szolgáltatja, amelyik a legnagyobb a Földközi-tengeren, napi 5000 hordós termeléssel. A fúrótornyon számos baleset történt, melyek során a tengerbe került kőolaj került elérte Marina di Ragusa partjait is. Az olasz környezetvédő egyesületek rendszeresen tüntetnek a létesítmény bezárása érdekében. Az amerikai Panther Oil metán kitermelésével foglalkozik a város környékén feltárt gázmezőkön. Jelentős iparág továbbá a cementgyártás, amely a helyi mészkövet használja, illetve az aszfaltgyártás, ami a helyi bitumenes kőzeteket dolgozza alapanyagként. Szintén fejlett az élelmiszeripar, amelynek főbb termékei a konzervek és a tejtermékek. Ragusa ipari zónája az egyik legnagyobb Dél-Olaszországban. Az ipari termelés nagyobb részét mikro-, kis- és középvállalkozások adják, amelyek az élelmiszeriparban, építőanyagiparban, műanyaggyártásban érdekeltek. A mezőgazdaság számára szükséges műanyagtermékek 60%-át helyileg gyártják. Olaszország szintjén Ragusa a harmadik a díszkőkitermelésben, Verona és Carrara mögött. Márványt, gránitot és más köveket is fejtenek. Megyei szinten, Ragusa mellett, Modica és Pozzallo rendelkeznek jelentősebb iparral.

### Mezőgazdaság

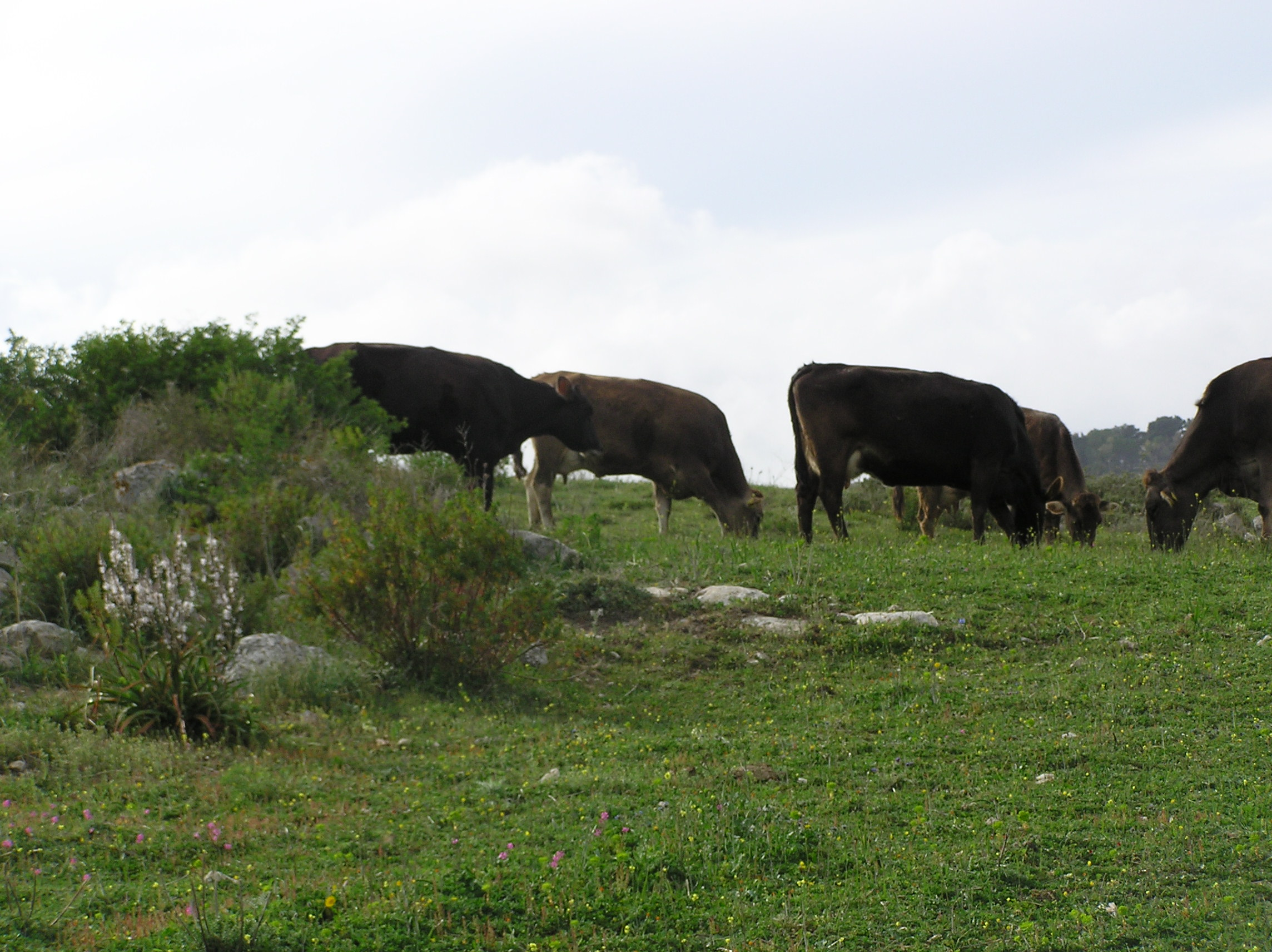
Legelők Ragusa mellett

A mezőgazdaság továbbra is Ragusa, valamint az egész megye vezető gazdasági ágazata. Országos szinten Ragusa áll az első helyen a piacképes mezőgazdasági termelés bruttó értékét illetően. A gyümölcsök, zöldségek és virágok 47%-a melegházakban terem. Ragusában állítják elő Szicília tejtermékeinek 60%-át, valamint a város adja a régió hússzükségletének 65%-át. A szarvasmarhafélék tenyésztésének kifejezetten kedveznek a Ragusa és Modica között húzódó, kiterjedt legelők. Neves ragusai sajtféleség a Ragusano. Az Iblai-hegység lejtőin olajbogyót (olívabogyót) termesztenek. A méhészet is jelentős, hagyományai az ókorig nyúlnak vissza. Ragusai borféleség (habár inkább Vittoria városára jellemző) a Cerasuolo.

### Építőipar
A megye építőipara a többi ágazathoz képest kevésbé járul hozzá a gazdasághoz. 2003-ban a megtermelt hozzáadott érték 2006-os árakra számítva 4568 millió euró volt (Olaszország egészére nézve 1 165 479 millió euró), amelyből az építőipar 8,4%-ot teljesített. A foglalkoztatottság is ebben a szektorban volt a legalacsonyabb, mindössze 10% a megye teljes foglalkoztatottságához képest. Ennek ellenére az építőipar munkaerő-felvevőképessége számottevő, ami az országosnál kedvezőbb – bár még mindig magas – munkanélküliségre további kedvező hatással van.

### Szolgáltatások
A tercier gazdasági szektor kevésbé fejlett. A szektor jövedelmének nagy részét a Banca Popolare di Ragusa adja, amelyik a negyedik olasz népbank. Jelentős szerepe van még az informatikának is, azon belül a szoftverfejlesztésnek. Regionális szinten a Fiera Agricola Mediterranea a legjelentősebb mezőgazdasági vásár.

### Turizmus
Bár a turizmus kevésbé jelentős gazdasági ágazat, az utóbbi évtizedekben jelentős fejlődésnek indult, köszönhetően a számos itt forgatott mozifilmnek, illetve a város felvételének a Világörökség listájára. 2006-ban a régióba, azaz Szicíliába érkező turisták közel 6% kereste fel Ragusát. Marina di Ragusa Délkelet-Szicília egyik legjelentősebb nyaralóhelye. A szicíliai városok között Ragusában könyvelték el a turisták számának leggyorsabb növekedését, amellyel Siracusát előzi meg. A városban a turisták egy főre vetítve 4,2 napot töltöttek 2007-ben.

## Közlekedés

### Távolsági közlekedés

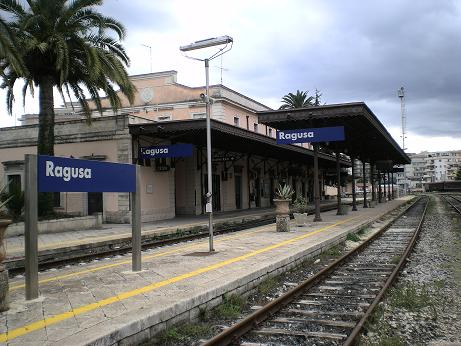
A ragusai pályaudvar

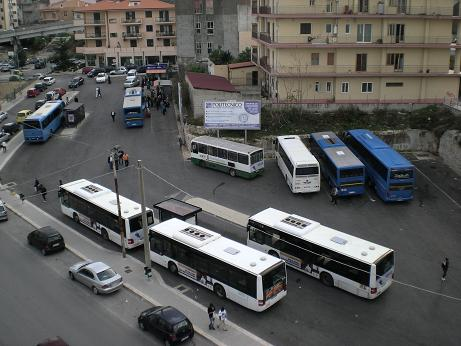
A Nodo Zama: a pályaudvar és a távolsági buszpályaudvar

Ragusa a természetföldrajzi adottságai miatt nehezen volt megközelíthető, a megfelelő infrastruktúra kiépítése pedig rengeteg időt és pénzt emésztett fel. A dombokra épült város közúton három országos, valamint egy megyei jelentőségű úton keresztül közelíthető meg. Ezek a következők:
- SS 115 – Sud occidentale sicula (Délkeleti szikul út) – Siracusát köti össze Gelával, és áthalad Ragusa megye fontosabb településein, így a megyeszékhelyen is.
- SS 194 – Ragusana – észak-dél irányú út, amely Pozzallót köti össze Modicával, Ragusával, Lentinivel és Cataniával.
- SS 514 – Strada Statale di Chiaramonte (chiaramontei út) – Ragusától észak felé halad, érinti a repülőteret, majd Vizzini mellett csatlakozik az SS 194-hez.
- SP 25 – a megyeszékhelyet köti össze a 20 kilométerre fekvő tengerparti frazionéval, érintve a város ipartelepeit, valamint a szomszédos Scicli városát.

A városhoz legközelebb lévő autópálya az A18-as, amely Rosolinit köti össze Siracusával, majd Szicília keleti partjával párhuzamosan halad tovább Catania és Messina felé. Az autópálya 35 kilométerre van a várostól.
Ragusa vasúton a Caltanissetta Xirbi–Gela–Siracusa-vasútvonalon közelíthető meg. A vasútvonal, még mielőtt beérne Ragusa vasútállomására, a várostól délre egy hurkot ír le, ezáltal küzdve le a szintkülönbséget. A vonalon a szerelvények kis sebességgel közlekednek, elsősorban az elöregedett pálya miatt, másrészt a szintén felújításra váró tereptárgyak és létesítmények (hidak és viaduktok) miatt. A Ragusa–Vizzini vonalat 1949-ben zárták be. A vonalon a forgalom elenyésző a sokkal gyorsabb közúti szállítás miatt. A város pályaudvara a Ragusa Centrale. A Ragusa Ibla tövében álló megállót az 1990-es években bezárták, napjainkban vendéglőként üzemel.
A városnak a Marina di Ragusa nevű frazionén keresztül van kijárata a Földközi-tengerre.  Egy kikötő megépítését már az 1980-as végén tervezték, azonban csak az Európai Unió által nyújtott pénzügyi segély biztosított lehetőséget annak megépítésére, 2006–2009 között. Az első hajó 2009. július 3-án kötött ki. A várost rendszeres járat köti össze a 80 kilométerre fekvő Máltával.
A város repülőtere a comisói vagy Vincenzo Magliocco repülőtér, amely a várostól 15 kilométerre fekszik. Az 1970-es évek végéig volt kereskedelmi használatban, a hidegháború végéig pedig NATO bázisként működött. Hosszas felújítási munkálatok után 2009 végén ismét megnyitották. A tervek szerint Ragusa, Siracusa és Caltanisetta megyéket szolgálná ki, ugyanakkor az Etna esetleges kitörése, és a cataniai repülőtér lezárása esetén ide irányítanák át a légiforgalmat. Az első menetrend szerinti járatokat várhatóan 2011-ben fogadja majd a felújított légikikötő.
Ragusa közelében még két aszfaltozott leszállópálya működik: a Giubiliana, amely 700 méter hosszú, és a várostól délnyugatra fekszik; valamint Marina di Ragusa mellett, az Elpy Fly által üzemeltetett, 320 méter hosszú pálya.

### Tömegközlekedés
Ragusa közösségi közlekedése gyengén fejlett. Azon olaszországi városok közé tartozik, ahol a legnagyobb az egy főre jutó üzemanyag-használat. A városban több autóbusz járat üzemel, amelyet az AST (Azienda Siciliana Transporti) üzemeltet. A buszvonalak a város peremnegyedeit kötik össze a központtal, pontosabban a főpályaudvarral. E közlekedési csomópont neve Nodo Zama. A 15 vonal közül három éjszaka (1 óráig) üzemel. Turistaidényben Marina di Ragusát az A és B vonalak kötik össze a várossal. A tömegközlekedés javítása érdekében egy metróvonalat terveznek, amely részben felszín felett haladna, a meglévő vasúti pályán. A vonal teljes hossza 18 kilométer lenne, 15 állomással. Ragusát különböző autóbusz-társaságok kötik össze Szicília nagyobb városaival.

## Híres ragusaiak
A város híres szülöttei:
- Vann’Antò, költő
- Teodoro Belleo, orvos
- Damiano Caruso, kerékpáros
- Carmelo Cappello, szobrász
- Santo Coppa, kosárlabdaedző

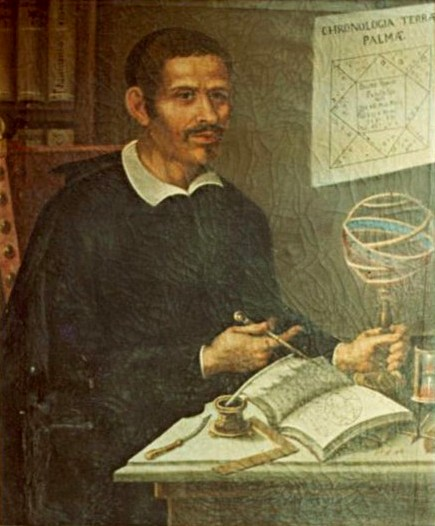
Giovan Battista Hodierna

- Giovanni Battista Hodierna, csillagász
- Giorgio Lucenti , labdarúgó
- Giorgio Occhipinti, zongorista, zeneszerző
- Mariannina Schininà, boldoggá avatott apáca
- Deborah Iurato, énekesnő

## Ragusa a mozivásznon

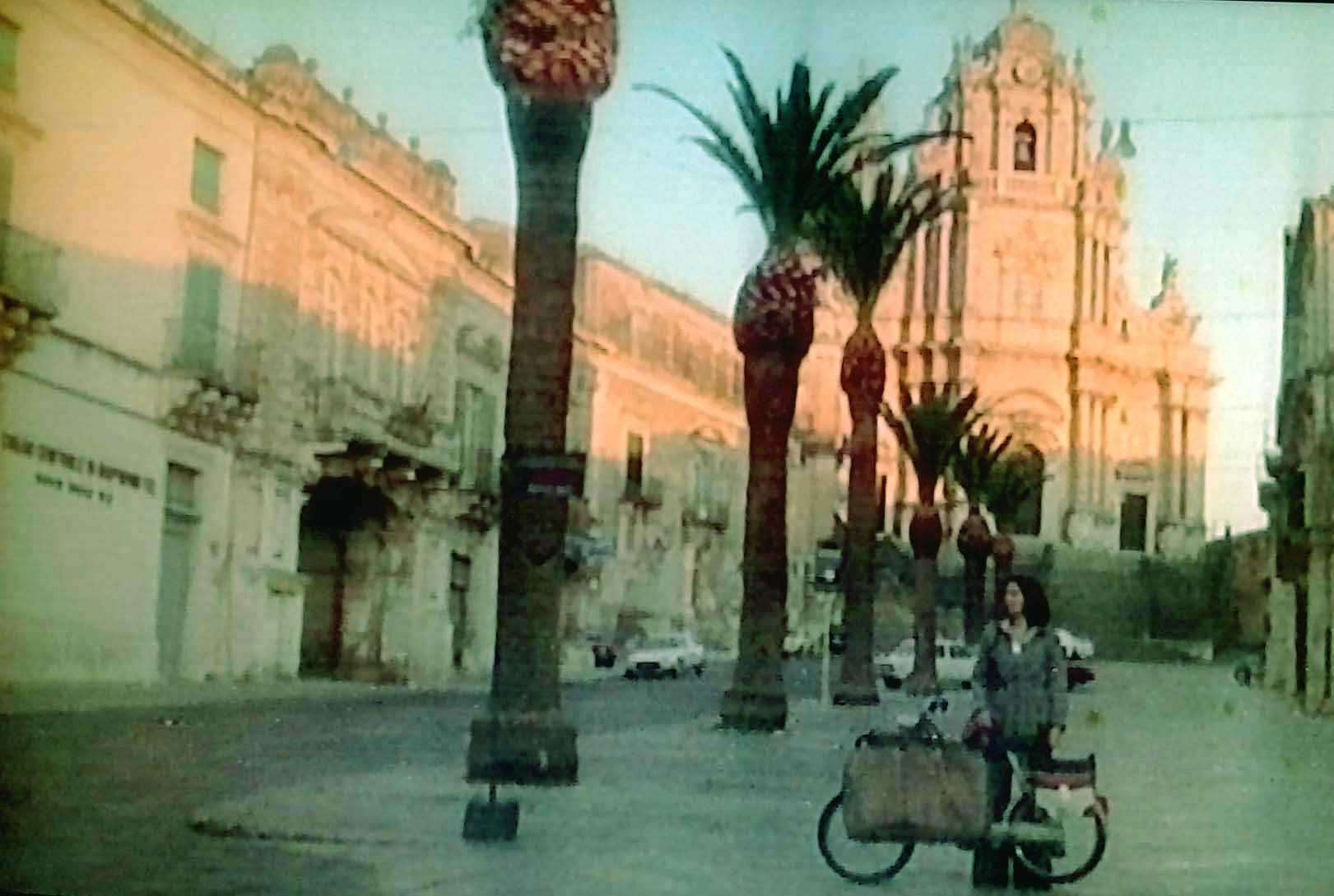
Részlet a Tisztes honpolgárok című filmből

Köszönhetően a környék természeti szépségeinek, illetve az óváros barokk hangulatának, Ragusa számos film háttereként szolgált:
- 1934: Frasquita
- 1948: Nehéz esztendők (Anni difficili)
- 1961: Válás olasz módra (Divorzio all’italiana)
- 1967: Assicurasi vergine
- 1975: Tisztes honpolgárok (Gente di rispetto)
- 1984: Kaos
- 1992: A gyermekrabló (Il ladro di bambini)
- 1995: A csillagos ember (L’uomo delle stelle)
- 1997: A polip 8. (La piovra 8)
- 2004: Sara May
- 2004: L'iguana
- 2004: Tre giorni di anarchia
- 2007: Toccattè
- 2010: Auguri Don Gesualdo

## Testvérvárosok
| - Little Rock, Amerikai Egyesült Államok - Oise, Franciaország - Dubrovnik, Horvátország - Mosta, Málta | - Milánó, Olaszország - Asunción, Paraguay - Radóc, Románia |

2004-ben tárgyalások folytak Trieszttel is a jövőbeli  testvérvárosi együttműködés kialakításáról.

## Külső hivatkozások
- Ragusa városának honlapja (olaszul)
- Ragusa megye honlapja (olaszul)
- Ragusa adatlapja a Comuni-italiani.it oldalon (olaszul)
- Consorzio promozione Area Iblea (olaszul)
- Ragusai kereskedelmi kamara (olaszul)
- Ragusa képekben (olaszul)
- Ragusa sajtóközlemény (olaszul)